# Liga Federal de Básquetbol 2022
La Liga Federal de Básquetbol es un torneo de básquetbol profesional argentino, gestionado y organizado por la Confederación Argentina de Básquetbol (CABB), correspondiente a la tercera categoría de este deporte en la Argentina.

Siendo que es la categoría previa para ascender a la Liga Argentina -principal categoría de ascenso de baloncesto en Argentina, la CABB, determinó a partir de esta temporada el cambio del nombre del certamen, para darle un sentido de pertenencia integral a todo el básquet argentino, vinculando las marcas de las tres ligas de básquetbol profesionales, integrando de ese modo la pirámide del deporte. Así el Torneo Federal pasó a llamarse a partir de esa temporada Liga Federal de Básquet.

## Temporada 2022
En noviembre de 2021 se confirmó que la fecha de inicio de la temporada 2022 sería el viernes 28 de enero, y otorgaría dos ascensos a la Liga Argentina.

La CAB, a su vez, notificó a los equipos con derecho a participar que debían confirmar su participación antes del 30/11 de ese año, siendo impostergable la fecha límite de confirmación. 

Además determinó otras reglas 
- Conformación de plantilla, 5 mayores libres, 2 U23, 3 U21 y resto del plantel U19.
- Forma de disputa en 8 divisiones, con un mínimo 16 fechas en la primera fase.
- Tienen derecho a participar del TFB 2022 aquellas instituciones que han participado en al menos una de las dos últimas temporadas.
- Se sumarán plazas asignadas a los torneos Pre-Federales disputados o en disputa.
- La falta de confirmación de alguno de los clubes con derecho a participar, liberará plazas que serán asignadas a los torneos Pre-Federales. Por este motivo, no hay posibilidad de postergación de la fecha de confirmación.
- Los clubes inscriptos deben contar con Libre Deuda y exhibir LA TOTALIDAD de sus jugadores en el sistema SIREDI CAB.
- Los entrenadores deben contar con licencia ENEBA con vigencia al 31/12/2022.

## Clubes participantes
Los clubes participantes fueron 102, récord histórico -hasta ese momento- para el torneo, que representaron a 20 Federaciones de todo el país 
| Club                                              | Ciudad                  | División                                  | Estadio                        | Capacidad |
| CONFERENCIA NORTE                                 |                         |                                           |                                |           |
| Jujuy Básquet (Jujuy)                             | San Salvador de Jujuy   | NOA                                       | Club Atlético Gorriti          |           |
| Club Talleres de Tafí Viejo (Tucumán)             | Tafí Viejo              | NOA                                       | Estadio La Leonera             |           |
| Club Nicolás Avellaneda (Tucumán)                 | San Miguel de Tucumán   | NOA                                       | Nicolás Avellaneda             |           |
| Club Atlético Independiente (Tucumán)             | San Miguel de Tucumán   | NOA                                       | El Martillo                    |           |
| Club Belgrano C y D (Tucumán)                     | San Miguel de Tucumán   | NOA                                       | Club Belgrano                  |           |
| Club Asociación Mitre (Tucumán)                   | San Miguel de Tucumán   | NOA                                       | Dionisio Muruaga               |           |
| Club Atlético Nicolás Avellaneda                  | Santiago del Estero     | NOA                                       |                                |           |
| Club Jorge Newbery (Santiago del Estero)          | Santiago del Estero     | NOA                                       |                                |           |
| Club Ciclista Olímpico                            | La Banda                | NOA                                       | Vicente Rosales                |           |
| Club AMAD (Corrientes)                            | Goya                    | NEA                                       | Juan Antonio Faturo            |           |
| Club Deportivo Colón (Corrientes)                 | Corrientes              | NEA                                       | Club Colón                     |           |
| Club Atlético El Tala                             | Corrientes              | NEA                                       | Club El Tala                   |           |
| Club General San Martín (Corrientes)              | Curuzú Cuatiá           | NEA                                       | Club San Martín                |           |
| Club Deportivo Acción (Chaco)                     | Roque Sáenz Peña        | NEA                                       | Arena UNCAus                   |           |
| Club de Regatas Resistencia (Chaco)               | Resistencia             | NEA                                       | Club Regatas                   |           |
| Hindú Club (Chaco)                                | Resistencia             | NEA                                       | "Ricardo Moro"                 |           |
| Club Atlético Sarmiento (Chaco)                   | Resistencia             | NEA                                       | Club Sarmiento                 |           |
| Club Deportivo y Social Tokio (Misiones)          | Posadas                 | NEA                                       | Jorge Rokuro Yamaguchi         |           |
| Club Atlético Montmartre (Catamarca)              | San Fernando del Valle  | Cuyo                                      | Puyuyo Sánchez                 |           |
| Hindú Basket Ball Club (Catamarca)                | San Fernando del Valle  | Cuyo                                      | José Antonio Russo             |           |
| Revolución San Juan Básquet (San Juan)            | San Juan                | Cuyo                                      | Club A. Urquiza                |           |
| GEPU (San Luis)                                   | San Luis                | Cuyo                                      | Emilio Perazzo                 |           |
| Amancay Club (La Rioja)                           | La Rioja                | Cuyo                                      | Rodney Young                   |           |
| Club Atlético Riojano (La Rioja)                  | La Rioja                | Cuyo                                      | Club A. Riojano                |           |
| Club Atlético Unión (La Rioja)                    | La Rioja                | Cuyo                                      | El Templo                      |           |
| Club Banco Rioja (La Rioja)                       | La Rioja                | Cuyo                                      | Club A. Riojano                |           |
| Club Social y Deportivo Facundo (La Rioja)        | La Rioja                | Cuyo                                      | Caldera Verde                  |           |
| Rioja Juniors Basket (La Rioja)                   | La Rioja                | Cuyo                                      | Club A. Riojano                |           |
| Club La Unión (Entre Ríos)                        | Colon                   | Entre Ríos                                | Carlos José Delasoie           |           |
| Club Regatas Uruguay (Entre Ríos)                 | Concepción del Uruguay  | Entre Ríos                                | Juan José Garro                |           |
| Club Capuchinos de Concordia (Entre Ríos)         | Concordia               | Entre Ríos                                | Gigante Verde                  |           |
| Club Atlético Ferrocarril (Entre Ríos)            | Concordia               | Entre Ríos                                | Juan de Dios Obregón           |           |
| Club BH (Entre Ríos)                              | Gualeguay               | Entre Ríos                                | Islas Malvinas                 |           |
| Club Centro Bancario Gualeguay (Entre Ríos)       | Gualeguay               | Entre Ríos                                | Adolfo Oscar Capurro           |           |
| Club Central Entrerriano (Entre Ríos)             | Gualeguaychú            | Entre Ríos                                | José María Bertora             |           |
| Racing Club Gualeguaychú (Entre Ríos)             | Gualeguaychú            | Entre Ríos                                | Profesor Antonio Giusto        |           |
| Club Neptunia (Entre Ríos)                        | Gualeguaychú            | Entre Ríos                                | Marangatu                      |           |
| Club Atlético Olimpia (Entre Ríos)                | Paraná                  | Entre Ríos                                | Humberto Pietranera            |           |
| Centro Sportivo Peñarol                           | Rosario El Tala         | Entre Ríos                                | El Gigante del Centro          |           |
| Club Atlético Rosario El Tala (Entre Ríos)        | Rosario El Tala         | Entre Ríos                                | Gregorio Panizza               |           |
| Club Social y Deportivo San José (Entre Ríos)     | San José                | Entre Ríos                                | Club San José                  |           |
| Club Social y Deportivo Luis Luciano (Entre Ríos) | Urdinarrain             | Entre Ríos                                | Luis César Spiazzi             |           |
| CONFERENCIA SUR                                   |                         |                                           |                                |           |
| Asociación Deportiva 9 De Julio                   | Morteros                | Córdoba - Santa Fe                        | Polideportivo Carlos Cerutti   |           |
| Club Sportivo 9 de Julio                          | Río Tercero             | Córdoba - Santa Fe                        | José Gordo Albert              |           |
| Asociacion El Ceibo (Córdoba)                     | San Francisco           | Córdoba - Santa Fe                        | Antonio Cena                   |           |
| Club Sportivo Suardi (Santa Fe)                   | Suardi                  | Córdoba - Santa Fe                        | Gigante de la Avenida          |           |
| Club Atlético Santa Paula (Santa Fe)              | Gálvez                  | Córdoba - Santa Fe                        | Víctor Comelli                 |           |
| Sport Club Cañadense (Santa Fe)                   | Cañada de Gómez         | Córdoba - Santa Fe                        | Florencio Barni                |           |
| Sportivo AC Las Parejas (Santa Fe)                | Las Parejas             | Córdoba - Santa Fe                        | La Fortaleza Del Lobo          |           |
| Atalaya Club Rosario(Santa Fe)                    | Rosario                 | Región 1                                  | Alberto Ornati                 |           |
| Club Gimnasia y Esgrima de Rosario                | Rosario                 | Región 1                                  | Gimnasia Rosario               |           |
| Club Náutico Sportivo Avellaneda (Santa Fe)       | Rosario                 | Región 1                                  | Gimnasio Velasco               |           |
| Club Atlético Provincial (Santa Fe)               | Rosario                 | Región 1                                  | Salvador Bonilla               |           |
| Club Temperley (Santa Fe)                         | Rosario                 | Región 1                                  | Alfredo Morosano               |           |
| Club Deportivo y Social Sportsmen Unidos          | Rosario                 | Región 1                                  | Alfredo Figna                  |           |
| Club Belgrano (Buenos Aires)                      | San Nicolás             | Región 1                                  | Club Belgrano                  |           |
| Club Somisa San Nicolás (Buenos Aires)            | San Nicolás             | Región 1                                  | Socios Fundadores              |           |
| Club de Regatas San Nicolás (Buenos Aires)        | San Nicolás             | Región 1                                  | La Ribera                      |           |
| Centro Español Plottier                           | Plottier                | Patagónica Subdivisión Neuqúen-Río Negro  | El Templo                      |           |
| Club de Pesca y Náutico El Bigua                  | Neuquén                 | Patagónica Subdivisión Neuqúen-Río Negro  | Gimnasio Bigua                 |           |
| Club Pacífico (Neuquén)                           | Neuquén                 | Patagónica Subdivisión Neuqúen-Río Negro  | Viejo Ramírez                  |           |
| Independiente                                     | Neuquén                 | Patagónica Subdivisión Neuqúen-Río Negro  | La Caldera                     |           |
| Asociación Deportiva Centenario (Neuquén)         | Centenario              | Patagónica Subdivisión Neuqúen-Río Negro  | Club ABC                       |           |
| Club Social y Deportivo Perfora (Neuquén)         | Plaza Huincul           | Patagónica Subdivisión Neuqúen-Río Negro  | Malvinas Argentinas            |           |
| Club Social y Deportivo Petrolero (Neuquén)       | Plaza Huincul           | Patagónica Subdivisión Neuqúen-Río Negro  | Petrolero Argentino            |           |
| Zorros Básquet (Neuquén)                          | San Martín de los Andes | Patagónica Subdivisión Neuqúen-Río Negro  | Primeros Pobladores SUM        |           |
| Club Social y Deportivo General Roca (Río Negro)  | General Roca            | Patagónica Subdivisión Neuqúen-Río Negro  | Gimena Padin                   |           |
| Ferrocarril Oeste (La Pampa)                      | General Pico            | Patagónica Subdivisión La Pampa-Río Negro | El Colosito                    |           |
| Pico Football Club (La Pampa)                     | General Pico            | Patagónica Subdivisión La Pampa-Río Negro | Parque Ángel Larrea            |           |
| Club Atlético All Boys (La Pampa)                 | Santa Rosa              | Patagónica Subdivisión La Pampa-Río Negro | José Aquiles Regazoli          |           |
| Club Atlético Juventud Unida (La Pampa)           | Alpachiri               | Patagónica Subdivisión La Pampa-Río Negro | Socios Fundadores              |           |
| Club Social y Deportivo Sol de Mayo (Río Negro)   | Viedma                  | Patagónica Subdivisión La Pampa-Río Negro | Alfredo Gerometa               |           |
| Club Social y Deportivo Río Colorado (Río Negro)  | Río Colorado            | Patagónica Subdivisión La Pampa-Río Negro | Unión Deportiva Río Colorado   |           |
| Federación Deportiva (Chubut)                     | Comodoro Rivadavia      | Patagónica Subdivisión Chubut-Santa Cruz  | Diego Simón                    |           |
| Club Social y Atlético Guillermo Brown (Chubut)   | Puerto Madryn           | Patagónica Subdivisión Chubut-Santa Cruz  | Benito García                  |           |
| Club San Miguel (Santa Cruz)                      | Río Gallegos            | Patagónica Subdivisión Chubut-Santa Cruz  | CEPARD                         |           |
| Racing Athletic Club                              | Olavarría               | FeBAMBA Subdivisión Buenos Aires          | Gimnasio Parque Olavarría      |           |
| Club Independiente (Tandil) (Buenos Aires)        | Tandil                  | FeBAMBA Subdivisión Buenos Aires          | Duggan Martignoni              |           |
| Club Estudiantes de La Plata                      | La Plata                | FeBAMBA Subdivisión Buenos Aires          | Jorge Luis Hirschi "Uno"       |           |
| Club Atlético Unión                               | Mar Del Plata           | FeBAMBA Subdivisión Buenos Aires          | Club Unión                     |           |
| Club Social y Deportivo Colón                     | Chivilcoy               | FeBAMBA Subdivisión Buenos Aires          | Oscar y Alfredo Barca          |           |
| Club Atlético Pilar                               | Pilar                   | FeBAMBA Subdivisión Buenos Aires          | Javier Peverelli               |           |
| Sociedad Hebraica Argentina                       | Pilar                   | FeBAMBA Subdivisión Norte                 | Medina Israel                  |           |
| Club Sportivo Pilar                               | Pilar                   | FeBAMBA Subdivisión Norte                 | La Caldera                     |           |
| Club Caza y Pesca                                 | Don Torcuato            | FeBAMBA Subdivisión Norte                 | Edgardo N. Michaud             |           |
| Presidente Derqui                                 | Derqui                  | FeBAMBA Subdivisión Norte                 | Carlos Carpegna                |           |
| Club Sportivo Escobar                             | Escobar                 | FeBAMBA Subdivisión Norte                 | Juan Peralba                   |           |
| Club El Talar                                     | CABA                    | FeBAMBA Subdivisión Norte                 |                                |           |
| Club Atlético Estudiantil Porteño                 | CABA                    | FeBAMBA Subdivisión Oeste                 | Estudiantil Porteño            |           |
| GEVP (FeBAMBA)                                    | CABA                    | FeBAMBA Subdivisión Oeste                 | Omar Monza                     |           |
| Club Institución Sarmiento                        | Santos Lugares          | FeBAMBA Subdivisión Oeste                 | Centenario                     |           |
| Club Recreativo Los Indios (FeBAMBA)              | Moreno                  | FeBAMBA Subdivisión Oeste                 | Oscar Vicente Pérez            |           |
| Centro Deportivo Huracán (FeBAMBA)                | San Justo               | FeBAMBA Subdivisión Oeste                 | Juan Carlos Mancuso            |           |
| Ramos Mejia Lawn Tennis (FeBAMBA)                 | Ramos Mejía             | FeBAMBA Subdivisión Oeste                 | Rancho Garden                  |           |
| Club Deportivo Defensores de Hurlingham (FeBAMBA) | Hurlingham              | FeBAMBA Subdivisión Oeste                 | Municipal de Hurlingham        |           |
| Club Atlético All Boys (FeBAMBA)                  | CABA                    | FeBAMBA Subdivisión Centro                | Club All Boys                  |           |
| Club Obras Sanitarias(FeBAMBA)                    | CABA                    | FeBAMBA Subdivisión Centro                | Templo del Rock                |           |
| Club Atlético River Plate (FeBAMBA)               | CABA                    | FeBAMBA Subdivisión Centro                | Microestadio                   |           |
| I.C.y D.Pedro Echagüe (FeBAMBA)                   | CABA                    | FeBAMBA Subdivisión Centro                | Jorge Antoliche                |           |
| Club Social y Deportivo Pinocho (FeBAMBA)         | CABA                    | FeBAMBA Subdivisión Centro                | Don Ernesto "Pepe" Magriarella |           |
| Club Atlético Vélez Sarsfield (FeBAMBA)           | CABA                    | FeBAMBA Subdivisión Centro                | Víctor Barba                   |           |
| Racing Club (FeBAMBA)                             | Avellaneda              | FeBAMBA Subdivisión Centro                |                                |           |

Notas
1. ↑  Fue una fusión de los clubes Atlético Gorritti y Ciudad Nieva:
  - Jujuy al Momento (03-02-2022). «"Jujuy Básquet": Gran proyecto deportivo en marcha».
2. ↑  Fue una fusión de los clubes Ausonía, Urquiza y la Universidad Nacional de San Juan, conformada para participar del certamen
  - Voces Paralelas (19 de enero de 2022). «Revolución Básquet San Juan estará en la nueva Liga Federal de Básquet».
  - La Excusa Deportiva (20 de enero de 2022). «San Juan revoluciona el básquet federal».

## Equipos por provincia
| Provincia                 | Cantidad |
| ------------------------- | -------- |
| Provincia de Buenos Aires | 21       |
| Entre Ríos                | 14       |
| Santa Fe                  | 10       |
| CABA                      | 8        |
| Neuquén                   | 8        |
| La Rioja                  | 6        |
| Tucumán                   | 5        |
| Chaco                     | 4        |
| Corrientes                | 4        |
| La Pampa                  | 4        |
| Córdoba                   | 3        |
| Río Negro                 | 3        |
| Santiago del Estero       | 3        |
| Catamarca                 | 2        |
| Chubut                    | 2        |
| Jujuy                     | 1        |
| Misiones                  | 1        |
| San Juan                  | 1        |
| San Luis                  | 1        |
| Santa Cruz                | 1        |
| Total                     | 102      |

## Desarrollo del torneo
El certamen comenzó el 28 de enero de 2022 .
Para su desarrollo, el torneo se dividió en dos grandes Conferencias, la Norte y la Sur. Cada conferencia determinó un campeón, y ambos  fueron los equipos ascendidos a la Liga Argentina.

Los clubes integrantes de cada conferencia, se agruparon en divisiones.

La Conferencia Norte quedó integrada por cuatro divisiones (Noroeste Argentino, Cuyo, Noreste Argentino y Entre Ríos).

La Conferencia Sur, quedó conformada por otras cuatro divisiones (Córdoba-Santa Fe, Región 1; FeBAMABA-Prov. Buenos Aires y Patagónica). A su vez, la división FeBAMABA-Prov. Buenos Aires, se subdividió en cuatro grupos: Norte, Centro, Oeste y Buenos Aires; y la división Patagónica en tres subgrupos: La Pampa-Río Negro, Neuquén-Río Negro; Chubut-Santa Cruz).

Cada división estuvo compuesta por un número diferentes de equipos.

El torneo se jugó en dos etapas diferentes, una etapa regular y una etapa de playoff.

### Etapa Regular
Los conjuntos se enfrentaron todos contra todos dentro de su grupo, siendo diferente en cada división el número de rondas jugadas, dependiendo ello de la cantidad de equipos que integraron cada grupo.

La etapa regular finalizó el 4 de mayo y ello determinó que cincuenta y seis -56- equipos clasificaran a los playoff eliminatorios (32 por la Conferencia Sur y 24 por la Conferencia Norte) .

### Playoff
Finalizada la etapa regular, clasificaron a la etapa de playoff un número determinado de equipos por cada división, que se fueron eliminado en sucesivas series de playoff de tres partidos, con ventaja de localía para los equipos de mejor récord en la etapa regular, hasta determinar al campeón de cada conferencia.

Sólo 8 equipos pertenecientes a la Conferencia Norte (primero y segundo de cada una de las cuatro divisiones) avanzaron en forma directa a los octavos de final de su conferencia. Los demás equipos (16 de la Conferencia Norte y los 32 de la Conferencia Sur) debieron afrontar una, o dos rondas de playoff reclasificatorios, para clasificar a 8 conjuntos por el norte y 16 conjuntos por el sur a los octavos de final de cada conferencia, para totalizar 32 equipos que jugaron por el ascenso .

## Conferencia Sur

### Etapa regular

#### División Patagónica
| Equipo                             | PJ | PG | PP | GF   | GC   | Pts | %     |
| ---------------------------------- | -- | -- | -- | ---- | ---- | --- | ----- |
| Pico Football Club (Rec2)          | 15 | 13 | 2  | 1304 | 1115 | 28  | 86,7% |
| All Boys (Santa Rosa) (Rec2)       | 15 | 11 | 4  | 1218 | 1149 | 26  | 73,3% |
| Sol de Mayo (Viedma) (Rec2)        | 15 | 8  | 7  | 1299 | 1255 | 23  | 53,3% |
| Ferrocarril Oeste (G. Pico) (Eli)  | 15 | 7  | 8  | 1132 | 1118 | 22  | 46,7% |
| Unión Deportiva Río Colorado (Eli) | 15 | 5  | 10 | 1204 | 1268 | 20  | 33,3% |
| Juventud Unida (Alpachiri) (Eli)   | 15 | 1  | 14 | 1165 | 1417 | 16  | 6,7%  |

| Equipo                   | PJ | PG | PP | GF   | GC   | Pts | %     |
| ------------------------ | -- | -- | -- | ---- | ---- | --- | ----- |
| Centro Españo (Rec2)l    | 24 | 17 | 7  | 2097 | 1833 | 41  | 70,8% |
| Pérfora (Rec2)           | 24 | 15 | 9  | 1909 | 1725 | 39  | 62,5% |
| Deportivo Roca (Rec2)    | 24 | 15 | 9  | 1802 | 1792 | 39  | 62,5% |
| El Biguá (Rec2)          | 24 | 15 | 9  | 1938 | 1776 | 39  | 62,5% |
| C.S y D. Petrolero (Eli) | 24 | 14 | 10 | 1976 | 1944 | 38  | 58,3% |
| Pacífico (Eli)           | 24 | 13 | 11 | 1855 | 1808 | 37  | 54,2% |
| Independiente (Eli)      | 24 | 12 | 12 | 2022 | 2096 | 36  | 50,0% |
| Centenario (Eli)         | 24 | 5  | 19 | 1905 | 2189 | 29  | 20,8% |
| Zorros Básquetbal (Eli)  | 24 | 2  | 22 | 1785 | 2126 | 26  | 8,3%  |

##### Subdivisión Chubut - Santa Cruz
| Equipo                      | PJ | PG | PP | GF  | GC  | Pts | %     |
| --------------------------- | -- | -- | -- | --- | --- | --- | ----- |
| Federación Deportiva (Rec2) | 6  | 4  | 2  | 449 | 432 | 10  | 66,7% |
| San Miguel (Eli)            | 6  | 3  | 3  | 442 | 456 | 9   | 50,0% |
| Guillermo Brown (Eli)       | 6  | 2  | 4  | 434 | 437 | 8   | 33,3% |

| (Rec2) | Juegan la segunda etapa de reclasificación. |
| (Eli)  | Quedaron eliminados.                        |

#### División FeBAMBA - Buenos Aires
| Equipo                     | PJ | PG | PP | GF   | GC   | Pts | %     |
| -------------------------- | -- | -- | -- | ---- | ---- | --- | ----- |
| C.A. River Plate (Rec1)    | 18 | 17 | 1  | 1448 | 1231 | 35  | 94,4% |
| Racing Club (Rec1)         | 18 | 16 | 2  | 1396 | 1199 | 34  | 88,9% |
| I.C.D. Pedro Echagüe (Eli) | 18 | 9  | 9  | 1340 | 1242 | 27  | 50,0% |
| C.A. Vélez Sarsfield (Eli) | 18 | 7  | 11 | 1250 | 1304 | 25  | 38,9% |
| Pinocho (Eli)              | 18 | 6  | 12 | 1176 | 1340 | 24  | 33,3% |
| C.A. All Boys (Eli)        | 18 | 4  | 14 | 1135 | 1291 | 22  | 22,2% |
| Obras Basket (Eli)         | 18 | 4  | 14 | 1192 | 1330 | 22  | 22,2% |

| Equipo                         | PJ | PG | PP | GF   | GC   | Pts | %     |
| ------------------------------ | -- | -- | -- | ---- | ---- | --- | ----- |
| Los Indios (Rec2)              | 18 | 17 | 1  | 1537 | 1274 | 35  | 94,4% |
| Estudiantil Porteño (Rec1)     | 18 | 11 | 7  | 1413 | 1341 | 29  | 61,1% |
| Ramos Mejía (Eli)              | 18 | 10 | 8  | 1268 | 1336 | 28  | 55,6% |
| Defensores de Hurlingham (Eli) | 18 | 9  | 9  | 1449 | 1448 | 27  | 50,0% |
| GEVP (Eli)                     | 18 | 6  | 12 | 1368 | 1392 | 24  | 33,3% |
| Institución Sarmiento (Eli)    | 18 | 6  | 12 | 1333 | 1434 | 24  | 33,3% |
| Huracán (San Justo) (Eli)      | 18 | 4  | 14 | 1270 | 1413 | 22  | 22,2% |

| Equipo                            | PJ | PG | PP | GF   | GC   | Pts | %     |
| --------------------------------- | -- | -- | -- | ---- | ---- | --- | ----- |
| Presidente Derqui (Rec2)          | 15 | 14 | 1  | 1261 | 998  | 29  | 93,3% |
| El Talar (Rec1)                   | 15 | 11 | 4  | 1157 | 1060 | 26  | 73,3% |
| Sportivo Escobar (Eli)            | 15 | 9  | 6  | 1170 | 1063 | 24  | 60,0% |
| Sociedad Hebraica Argentina (Eli) | 15 | 7  | 8  | 1083 | 1130 | 22  | 46,7% |
| Sportivo Pilar (Eli)              | 15 | 4  | 11 | 998  | 1129 | 19  | 26,7% |
| Caza y Pesca (Eli)                | 15 | 0  | 15 | 1031 | 1320 | 15  | 0,0%  |

| Equipo                        | PJ | PG | PP | GF   | GC   | Pts | %     |
| ----------------------------- | -- | -- | -- | ---- | ---- | --- | ----- |
| Unión (Mar del Plata) (Rec2)  | 15 | 13 | 2  | 1356 | 1070 | 28  | 86,7% |
| Racing (Olavarría) (Rec2)     | 15 | 11 | 4  | 1165 | 1089 | 26  | 73,3% |
| Colón (Chivilcoy) (Rec1)      | 15 | 8  | 7  | 1068 | 1133 | 23  | 53,3% |
| Estudiantes (La Plata) (Rec1) | 15 | 6  | 9  | 1179 | 1216 | 21  | 40,0% |
| Atlético Pilar (Rec1)         | 15 | 6  | 9  | 1077 | 1215 | 21  | 40,0% |
| Independiente (Tandil) (Rec1) | 15 | 1  | 14 | 1182 | 1304 | 16  | 6,7%  |

| (Rec2) | Juegan la segunda etapa de reclasificación. |
| (Rec1) | Juegan la primera etapa de reclasificación. |
| (Eli)  | Quedaron eliminados.                        |

#### División Región 1[12]
| Equipo                             | PJ | PG | PP | GF   | GC   | Pts | %     |
| ---------------------------------- | -- | -- | -- | ---- | ---- | --- | ----- |
| Regatas (San Nicolás) (Oct)        | 16 | 12 | 4  | 1281 | 1218 | 28  | 75,0% |
| Gimnasia y Esgrima (Rosario) (Oct) | 16 | 11 | 5  | 1231 | 1123 | 27  | 68,8% |
| Provincial (Rosario) (Rec)         | 16 | 11 | 5  | 1254 | 1181 | 27  | 68,8% |
| Belgrano (San Nicolás) (Rec)       | 16 | 10 | 6  | 1295 | 1240 | 26  | 62,5% |
| Sportsmen Unidos (Rosario) (Rec)   | 16 | 7  | 9  | 1321 | 1342 | 23  | 43,8% |
| Atalaya (Rosario) (Rec)            | 16 | 7  | 9  | 1037 | 1074 | 23  | 43,8% |
| Somisa (San Nicolás) (Eli)         | 16 | 6  | 10 | 1185 | 1227 | 22  | 37,5% |
| Temperley (Rosario) (Eli)          | 16 | 5  | 11 | 1153 | 1227 | 21  | 31,3% |
| Náutico Avellaneda (Rosario) (Eli) | 16 | 3  | 13 | 1201 | 1326 | 19  | 18,8% |

| (Oct) | Clasificados a Octavos de Final.       |
| (Rec) | Juegan reclasificación en su división. |
| (Eli) | Quedaron eliminados.                   |

#### División Córdoba-Santa Fe[13]
| Equipo                            | PJ | PG | PP | GF   | GC   | Pts | %     |
| --------------------------------- | -- | -- | -- | ---- | ---- | --- | ----- |
| Santa Paula (Oct)                 | 18 | 14 | 4  | 1707 | 1513 | 32  | 77,8% |
| El Ceibo (Oct)                    | 18 | 11 | 7  | 1460 | 1457 | 29  | 61,1% |
| Sport Club (Rec)                  | 18 | 10 | 8  | 1545 | 1503 | 28  | 55,6% |
| Sportivo Suradi (Rec)             | 18 | 10 | 8  | 1507 | 1499 | 28  | 55,6% |
| Sportivo 9 de julio (R III) (Rec) | 18 | 8  | 10 | 1408 | 1543 | 26  | 44,4% |
| A. D. 9 de julio (M) (Rec)        | 18 | 6  | 12 | 1441 | 1508 | 24  | 33,3% |
| Sportivo AC Las Parejas (Eli)     | 18 | 4  | 14 | 1461 | 1506 | 22  | 22,2% |

| (Oct) | Clasificados a Octavos de Final.       |
| (Rec) | Juegan reclasificación en su división. |
| (Eli) | Quedaron eliminados.                   |

### Playoff Conferencia Sur

#### FeBAMBA / Patagonia
|  | Primera Eliminatoria Reclasificación | Primera Eliminatoria Reclasificación | Primera Eliminatoria Reclasificación |                   |   | Segunda Eliminatoria Reclasificación | Segunda Eliminatoria Reclasificación | Segunda Eliminatoria Reclasificación |   |                   | Octavos de final  | Octavos de final | Octavos de final |   |                    | Cuartos de final   | Cuartos de final | Cuartos de final |  |                    | Semifinales        | Semifinales | Semifinales |  |
|  |                                      |                                      |                                      |                   |   |                                      |                                      |                                      |   |                   |                   |                  |                  |   |                    |                    |                  |                  |  |                    |                    |             |             |  |
|  |                                      |                                      |                                      |                   |   |                                      |                                      |                                      |   |                   |                   |                  |                  |   |                    |                    |                  |                  |  |                    |                    |             |             |  |
|  |                                      |                                      |                                      |                   |   |                                      |                                      |                                      |   |                   |                   |                  |                  |   |                    |                    |                  |                  |  |                    |                    |             |             |  |
|  |                                      |                                      |                                      |                   |   |                                      |                                      |                                      |   |                   |                   |                  |                  |   |                    |                    |                  |                  |  |                    |                    |             |             |  |
|  |                                      |                                      |                                      |                   |   |                                      |                                      |                                      |   |                   |                   |                  |                  |   |                    |                    |                  |                  |  |                    |                    |             |             |  |
|  |                                      | Pico Football Club                   | Pico Football Club                   | 2                 |   |                                      |                                      |                                      |   |                   |                   |                  |                  |   |                    |                    |                  |                  |  |                    |                    |             |             |  |
|  |                                      |                                      |                                      | 2                 |   |                                      |                                      |                                      |   |                   |                   |                  |                  |   |                    |                    |                  |                  |  |                    |                    |             |             |  |
|  |                                      |                                      | El Biguá                             | El Biguá          | 1 |                                      |                                      |                                      |   |                   |                   |                  |                  |   |                    |                    |                  |                  |  |                    |                    |             |             |  |
|  |                                      |                                      | El Biguá                             | El Biguá          | 1 |                                      |                                      |                                      |   |                   |                   |                  |                  |   |                    |                    |                  |                  |  |                    |                    |             |             |  |
|  |                                      |                                      |                                      |                   |   |                                      |                                      |                                      |   |                   |                   |                  |                  |   |                    |                    |                  |                  |  |                    |                    |             |             |  |
|  |                                      |                                      |                                      |                   |   |                                      |                                      |                                      |   |                   |                   |                  |                  |   |                    |                    |                  |                  |  |                    |                    |             |             |  |
|  |                                      |                                      |                                      |                   |   |                                      | Pico Fooball Club                    | Pico Fooball Club                    | 2 |                   |                   |                  |                  |   |                    |                    |                  |                  |  |                    |                    |             |             |  |
|  |                                      |                                      |                                      |                   |   |                                      |                                      |                                      | 2 |                   |                   |                  |                  |   |                    |                    |                  |                  |  |                    |                    |             |             |  |
|  |                                      |                                      | Unión (MdP)                          | Unión (MdP)       | 1 |                                      |                                      |                                      |   |                   |                   |                  |                  |   |                    |                    |                  |                  |  |                    |                    |             |             |  |
|  |                                      |                                      | Unión (MdP)                          | Unión (MdP)       | 1 |                                      |                                      |                                      |   |                   |                   |                  |                  |   |                    |                    |                  |                  |  |                    |                    |             |             |  |
|  |                                      |                                      |                                      |                   |   |                                      |                                      |                                      |   |                   |                   |                  |                  |   |                    |                    |                  |                  |  |                    |                    |             |             |  |
|  |                                      |                                      |                                      |                   |   |                                      |                                      |                                      |   |                   |                   |                  |                  |   |                    |                    |                  |                  |  |                    |                    |             |             |  |
|  |                                      | Unión (MdP)                          | Unión (MdP)                          | 2                 |   |                                      |                                      |                                      |   |                   |                   |                  |                  |   |                    |                    |                  |                  |  |                    |                    |             |             |  |
|  |                                      |                                      |                                      | 2                 |   |                                      |                                      |                                      |   |                   |                   |                  |                  |   |                    |                    |                  |                  |  |                    |                    |             |             |  |
|  |                                      |                                      | Racing Club                          | Racing Club       | 1 |                                      |                                      |                                      |   |                   |                   |                  |                  |   |                    |                    |                  |                  |  |                    |                    |             |             |  |
|  | Racing Club                          | Racing Club                          | Racing Club                          | Racing Club       | 1 | 2                                    |                                      |                                      |   |                   |                   |                  |                  |   |                    |                    |                  |                  |  |                    |                    |             |             |  |
|  | Racing Club                          | Racing Club                          |                                      |                   |   |                                      |                                      |                                      |   |                   |                   |                  |                  |   |                    |                    |                  |                  |  |                    |                    |             |             |  |
|  | El Talar                             | El Talar                             | 1                                    |                   |   |                                      |                                      |                                      |   |                   |                   |                  |                  |   |                    |                    |                  |                  |  |                    |                    |             |             |  |
|  | El Talar                             | El Talar                             | 1                                    |                   |   |                                      |                                      |                                      |   |                   |                   |                  |                  |   | Pico Football Club | Pico Football Club | 2                |                  |  |                    |                    |             |             |  |
|  |                                      |                                      |                                      |                   |   |                                      |                                      |                                      |   |                   |                   |                  |                  |   | Pico Football Club | Pico Football Club | 2                |                  |  |                    |                    |             |             |  |
|  |                                      |                                      | River Plate                          | River Plate       | 1 |                                      |                                      |                                      |   |                   |                   |                  |                  |   |                    |                    |                  |                  |  |                    |                    |             |             |  |
|  |                                      |                                      | River Plate                          | River Plate       | 1 |                                      |                                      |                                      |   |                   |                   |                  |                  |   |                    |                    |                  |                  |  |                    |                    |             |             |  |
|  |                                      |                                      |                                      |                   |   |                                      |                                      |                                      |   |                   |                   |                  |                  |   |                    |                    |                  |                  |  |                    |                    |             |             |  |
|  |                                      |                                      |                                      |                   |   |                                      |                                      |                                      |   |                   |                   |                  |                  |   |                    |                    |                  |                  |  |                    |                    |             |             |  |
|  |                                      | Pérfora                              | Pérfora                              | 1                 |   |                                      |                                      |                                      |   |                   |                   |                  |                  |   |                    |                    |                  |                  |  |                    |                    |             |             |  |
|  |                                      |                                      |                                      | 1                 |   |                                      |                                      |                                      |   |                   |                   |                  |                  |   |                    |                    |                  |                  |  |                    |                    |             |             |  |
|  |                                      |                                      | All Boys (SR)                        | All Boys (SR)     | 2 |                                      |                                      |                                      |   |                   |                   |                  |                  |   |                    |                    |                  |                  |  |                    |                    |             |             |  |
|  |                                      |                                      | All Boys (SR)                        | All Boys (SR)     | 2 |                                      |                                      |                                      |   |                   |                   |                  |                  |   |                    |                    |                  |                  |  |                    |                    |             |             |  |
|  |                                      |                                      |                                      |                   |   |                                      |                                      |                                      |   |                   |                   |                  |                  |   |                    |                    |                  |                  |  |                    |                    |             |             |  |
|  |                                      |                                      |                                      |                   |   |                                      |                                      |                                      |   |                   |                   |                  |                  |   |                    |                    |                  |                  |  |                    |                    |             |             |  |
|  |                                      |                                      |                                      |                   |   |                                      | All Boys (SR)                        | All Boys (SR)                        | 1 |                   |                   |                  |                  |   |                    |                    |                  |                  |  |                    |                    |             |             |  |
|  |                                      |                                      |                                      |                   |   |                                      |                                      |                                      | 1 |                   |                   |                  |                  |   |                    |                    |                  |                  |  |                    |                    |             |             |  |
|  |                                      |                                      | River Plate                          | River Plate       | 2 |                                      |                                      |                                      |   |                   |                   |                  |                  |   |                    |                    |                  |                  |  |                    |                    |             |             |  |
|  |                                      |                                      | River Plate                          | River Plate       | 2 |                                      |                                      |                                      |   |                   |                   |                  |                  |   |                    |                    |                  |                  |  |                    |                    |             |             |  |
|  |                                      |                                      |                                      |                   |   |                                      |                                      |                                      |   |                   |                   |                  |                  |   |                    |                    |                  |                  |  |                    |                    |             |             |  |
|  |                                      |                                      |                                      |                   |   |                                      |                                      |                                      |   |                   |                   |                  |                  |   |                    |                    |                  |                  |  |                    |                    |             |             |  |
|  |                                      | Racing (Olvarría)                    | Racing (Olvarría)                    | 0                 |   |                                      |                                      |                                      |   |                   |                   |                  |                  |   |                    |                    |                  |                  |  |                    |                    |             |             |  |
|  |                                      |                                      |                                      | 0                 |   |                                      |                                      |                                      |   |                   |                   |                  |                  |   |                    |                    |                  |                  |  |                    |                    |             |             |  |
|  |                                      |                                      | River Plate                          | River Plate       | 2 |                                      |                                      |                                      |   |                   |                   |                  |                  |   |                    |                    |                  |                  |  |                    |                    |             |             |  |
|  | River Plate                          | River Plate                          | River Plate                          | River Plate       | 2 | 2                                    |                                      |                                      |   |                   |                   |                  |                  |   |                    |                    |                  |                  |  |                    |                    |             |             |  |
|  | River Plate                          | River Plate                          |                                      |                   |   |                                      |                                      |                                      |   |                   |                   |                  |                  |   |                    |                    |                  |                  |  |                    |                    |             |             |  |
|  | Estudiantil Porteño                  | Estudiantil Porteño                  | 0                                    |                   |   |                                      |                                      |                                      |   |                   |                   |                  |                  |   |                    |                    |                  |                  |  |                    |                    |             |             |  |
|  | Estudiantil Porteño                  | Estudiantil Porteño                  | 0                                    |                   |   |                                      |                                      |                                      |   |                   |                   |                  |                  |   |                    |                    |                  |                  |  | Pico Football Club | Pico Football Club | 2           |             |  |
|  |                                      |                                      |                                      |                   |   |                                      |                                      |                                      |   |                   |                   |                  |                  |   |                    |                    |                  |                  |  | Pico Football Club | Pico Football Club | 2           |             |  |
|  |                                      |                                      | Presidente Derqui                    | Presidente Derqui | 1 |                                      |                                      |                                      |   |                   |                   |                  |                  |   |                    |                    |                  |                  |  |                    |                    |             |             |  |
|  |                                      |                                      | Presidente Derqui                    | Presidente Derqui | 1 |                                      |                                      |                                      |   |                   |                   |                  |                  |   |                    |                    |                  |                  |  |                    |                    |             |             |  |
|  |                                      |                                      |                                      |                   |   |                                      |                                      |                                      |   |                   |                   |                  |                  |   |                    |                    |                  |                  |  |                    |                    |             |             |  |
|  |                                      |                                      |                                      |                   |   |                                      |                                      |                                      |   |                   |                   |                  |                  |   |                    |                    |                  |                  |  |                    |                    |             |             |  |
|  |                                      | Los Indios                           | Los Indios                           | 2                 |   |                                      |                                      |                                      |   |                   |                   |                  |                  |   |                    |                    |                  |                  |  |                    |                    |             |             |  |
|  |                                      |                                      |                                      | 2                 |   |                                      |                                      |                                      |   |                   |                   |                  |                  |   |                    |                    |                  |                  |  |                    |                    |             |             |  |
|  |                                      |                                      | Estudiantes LP                       | Estudiantes LP    | 0 |                                      |                                      |                                      |   |                   |                   |                  |                  |   |                    |                    |                  |                  |  |                    |                    |             |             |  |
|  | Estudiantes LP                       | Estudiantes LP                       | Estudiantes LP                       | Estudiantes LP    | 0 | 2                                    |                                      |                                      |   |                   |                   |                  |                  |   |                    |                    |                  |                  |  |                    |                    |             |             |  |
|  | Estudiantes LP                       | Estudiantes LP                       |                                      |                   |   |                                      |                                      |                                      |   |                   |                   |                  |                  |   |                    |                    |                  |                  |  |                    |                    |             |             |  |
|  | Atlético Pilar                       | Atlético Pilar                       | 0                                    |                   |   |                                      |                                      |                                      |   |                   |                   |                  |                  |   |                    |                    |                  |                  |  |                    |                    |             |             |  |
|  | Atlético Pilar                       | Atlético Pilar                       | 0                                    |                   |   |                                      |                                      |                                      |   | Los Indios        | Los Indios        | 2                |                  |   |                    |                    |                  |                  |  |                    |                    |             |             |  |
|  |                                      |                                      |                                      |                   |   |                                      |                                      |                                      |   | Los Indios        | Los Indios        | 2                |                  |   |                    |                    |                  |                  |  |                    |                    |             |             |  |
|  |                                      |                                      | Deportivo Roca                       | Deportivo Roca    | 0 |                                      |                                      |                                      |   |                   |                   |                  |                  |   |                    |                    |                  |                  |  |                    |                    |             |             |  |
|  |                                      |                                      | Deportivo Roca                       | Deportivo Roca    | 0 |                                      |                                      |                                      |   |                   |                   |                  |                  |   |                    |                    |                  |                  |  |                    |                    |             |             |  |
|  |                                      |                                      |                                      |                   |   |                                      |                                      |                                      |   |                   |                   |                  |                  |   |                    |                    |                  |                  |  |                    |                    |             |             |  |
|  |                                      |                                      |                                      |                   |   |                                      |                                      |                                      |   |                   |                   |                  |                  |   |                    |                    |                  |                  |  |                    |                    |             |             |  |
|  |                                      | Federación D. YPF                    | Federación D. YPF                    | 1                 |   |                                      |                                      |                                      |   |                   |                   |                  |                  |   |                    |                    |                  |                  |  |                    |                    |             |             |  |
|  |                                      |                                      |                                      | 1                 |   |                                      |                                      |                                      |   |                   |                   |                  |                  |   |                    |                    |                  |                  |  |                    |                    |             |             |  |
|  |                                      |                                      | Deportivo Roca                       | Deportivo Roca    | 2 |                                      |                                      |                                      |   |                   |                   |                  |                  |   |                    |                    |                  |                  |  |                    |                    |             |             |  |
|  |                                      |                                      | Deportivo Roca                       | Deportivo Roca    | 2 |                                      |                                      |                                      |   |                   |                   |                  |                  |   |                    |                    |                  |                  |  |                    |                    |             |             |  |
|  |                                      |                                      |                                      |                   |   |                                      |                                      |                                      |   |                   |                   |                  |                  |   |                    |                    |                  |                  |  |                    |                    |             |             |  |
|  |                                      |                                      |                                      |                   |   |                                      |                                      |                                      |   |                   |                   |                  |                  |   |                    |                    |                  |                  |  |                    |                    |             |             |  |
|  |                                      |                                      |                                      |                   |   |                                      |                                      |                                      |   |                   |                   | Los Indios       | Los Indios       | 0 |                    |                    |                  |                  |  |                    |                    |             |             |  |
|  |                                      |                                      |                                      |                   |   |                                      |                                      |                                      |   |                   |                   |                  |                  | 0 |                    |                    |                  |                  |  |                    |                    |             |             |  |
|  |                                      |                                      | Presidente Derqui                    | Presidente Derqui | 2 |                                      |                                      |                                      |   |                   |                   |                  |                  |   |                    |                    |                  |                  |  |                    |                    |             |             |  |
|  |                                      |                                      | Presidente Derqui                    | Presidente Derqui | 2 |                                      |                                      |                                      |   |                   |                   |                  |                  |   |                    |                    |                  |                  |  |                    |                    |             |             |  |
|  |                                      |                                      |                                      |                   |   |                                      |                                      |                                      |   |                   |                   |                  |                  |   |                    |                    |                  |                  |  |                    |                    |             |             |  |
|  |                                      |                                      |                                      |                   |   |                                      |                                      |                                      |   |                   |                   |                  |                  |   |                    |                    |                  |                  |  |                    |                    |             |             |  |
|  |                                      | Presidente Derqui                    | Presidente Derqui                    | 2                 |   |                                      |                                      |                                      |   |                   |                   |                  |                  |   |                    |                    |                  |                  |  |                    |                    |             |             |  |
|  |                                      |                                      |                                      | 2                 |   |                                      |                                      |                                      |   |                   |                   |                  |                  |   |                    |                    |                  |                  |  |                    |                    |             |             |  |
|  |                                      |                                      | Colón (Chivilcoy)                    |                   |   |                                      |                                      |                                      |   |                   |                   |                  |                  |   |                    |                    |                  |                  |  |                    |                    |             |             |  |
|  | Colón (Chivilvoy)                    | Colón (Chivilvoy)                    | 2                                    |                   |   |                                      |                                      |                                      |   |                   |                   |                  |                  |   |                    |                    |                  |                  |  |                    |                    |             |             |  |
|  | Colón (Chivilvoy)                    | Colón (Chivilvoy)                    | 2                                    |                   |   |                                      |                                      |                                      |   |                   |                   |                  |                  |   |                    |                    |                  |                  |  |                    |                    |             |             |  |
|  | Independiente (T)                    | Independiente (T)                    | 1                                    |                   |   |                                      |                                      |                                      |   |                   |                   |                  |                  |   |                    |                    |                  |                  |  |                    |                    |             |             |  |
|  | Independiente (T)                    | Independiente (T)                    | 1                                    |                   |   |                                      |                                      |                                      |   | Presidente Derqui | Presidente Derqui | 2                |                  |   |                    |                    |                  |                  |  |                    |                    |             |             |  |
|  |                                      |                                      |                                      |                   |   |                                      |                                      |                                      |   | Presidente Derqui | Presidente Derqui | 2                |                  |   |                    |                    |                  |                  |  |                    |                    |             |             |  |
|  |                                      |                                      | Centro Español                       | Centro Español    | 0 |                                      |                                      |                                      |   |                   |                   |                  |                  |   |                    |                    |                  |                  |  |                    |                    |             |             |  |
|  |                                      |                                      | Centro Español                       | Centro Español    | 0 |                                      |                                      |                                      |   |                   |                   |                  |                  |   |                    |                    |                  |                  |  |                    |                    |             |             |  |
|  |                                      |                                      |                                      |                   |   |                                      |                                      |                                      |   |                   |                   |                  |                  |   |                    |                    |                  |                  |  |                    |                    |             |             |  |
|  |                                      |                                      |                                      |                   |   |                                      |                                      |                                      |   |                   |                   |                  |                  |   |                    |                    |                  |                  |  |                    |                    |             |             |  |
|  |                                      | Centro Español                       | Centro Español                       | 2                 |   |                                      |                                      |                                      |   |                   |                   |                  |                  |   |                    |                    |                  |                  |  |                    |                    |             |             |  |
|  |                                      |                                      |                                      | 2                 |   |                                      |                                      |                                      |   |                   |                   |                  |                  |   |                    |                    |                  |                  |  |                    |                    |             |             |  |
|  |                                      |                                      | Sol de Mayo                          | Sol de Mayo       | 0 |                                      |                                      |                                      |   |                   |                   |                  |                  |   |                    |                    |                  |                  |  |                    |                    |             |             |  |
|  |                                      |                                      | Sol de Mayo                          | Sol de Mayo       | 0 |                                      |                                      |                                      |   |                   |                   |                  |                  |   |                    |                    |                  |                  |  |                    |                    |             |             |  |
|  |                                      |                                      |                                      |                   |   |                                      |                                      |                                      |   |                   |                   |                  |                  |   |                    |                    |                  |                  |  |                    |                    |             |             |  |
|  |                                      |                                      |                                      |                   |   |                                      |                                      |                                      |   |                   |                   |                  |                  |   |                    |                    |                  |                  |  |                    |                    |             |             |  |
|  |                                      |                                      |                                      |                   |   |                                      |                                      |                                      |   |                   |                   |                  |                  |   |                    |                    |                  |                  |  |                    |                    |             |             |  |
|  |                                      |                                      |                                      |                   |   |                                      |                                      |                                      |   |                   |                   |                  |                  |   |                    |                    |                  |                  |  |                    |                    |             |             |  |

#### Santa Fe Córdoba / Región 1
|  | Primera Eliminatoria Reclasificación | Primera Eliminatoria Reclasificación | Primera Eliminatoria Reclasificación |                        |   | Segunda Eliminatoria Reclasificación | Segunda Eliminatoria Reclasificación | Segunda Eliminatoria Reclasificación |   |  | Octavos de final | Octavos de final | Octavos de final |   |  | Cuartos de final | Cuartos de final | Cuartos de final |   |  | Semifinal | Semifinal | Semifinal |  |
|  |                                      |                                      |                                      |                        |   |                                      |                                      |                                      |   |  |                  |                  |                  |   |  |                  |                  |                  |   |  |           |           |           |  |
|  |                                      |                                      |                                      |                        |   |                                      |                                      |                                      |   |  |                  |                  |                  |   |  |                  |                  |                  |   |  |           |           |           |  |
|  |                                      |                                      |                                      |                        |   |                                      |                                      |                                      |   |  |                  |                  |                  |   |  |                  |                  |                  |   |  |           |           |           |  |
|  |                                      |                                      |                                      |                        |   |                                      |                                      |                                      |   |  |                  |                  |                  |   |  |                  |                  |                  |   |  |           |           |           |  |
|  |                                      |                                      |                                      |                        |   |                                      |                                      |                                      |   |  |                  |                  |                  |   |  |                  |                  |                  |   |  |           |           |           |  |
|  |                                      |                                      |                                      |                        |   |                                      |                                      |                                      |   |  |                  |                  |                  |   |  |                  |                  |                  |   |  |           |           |           |  |
|  |                                      |                                      |                                      |                        |   |                                      |                                      |                                      |   |  |                  |                  |                  |   |  |                  |                  |                  |   |  |           |           |           |  |
|  |                                      |                                      |                                      |                        |   |                                      |                                      |                                      |   |  |                  |                  |                  |   |  |                  |                  |                  |   |  |           |           |           |  |
|  |                                      |                                      |                                      |                        |   |                                      |                                      |                                      |   |  |                  |                  |                  |   |  |                  |                  |                  |   |  |           |           |           |  |
|  |                                      |                                      |                                      |                        |   |                                      |                                      |                                      |   |  |                  |                  |                  |   |  |                  |                  |                  |   |  |           |           |           |  |
|  |                                      |                                      |                                      |                        |   |                                      |                                      |                                      |   |  |                  |                  |                  |   |  |                  |                  |                  |   |  |           |           |           |  |
|  |                                      |                                      |                                      |                        |   |                                      | Regatas (SN)                         | Regatas (SN)                         | 2 |  |                  |                  |                  |   |  |                  |                  |                  |   |  |           |           |           |  |
|  |                                      |                                      |                                      |                        |   |                                      |                                      |                                      | 2 |  |                  |                  |                  |   |  |                  |                  |                  |   |  |           |           |           |  |
|  |                                      |                                      | Sportivo Suardi                      | Sportivo Suardi        | 1 |                                      |                                      |                                      |   |  |                  |                  |                  |   |  |                  |                  |                  |   |  |           |           |           |  |
|  |                                      |                                      | Sportivo Suardi                      | Sportivo Suardi        | 1 |                                      |                                      |                                      |   |  |                  |                  |                  |   |  |                  |                  |                  |   |  |           |           |           |  |
|  |                                      |                                      |                                      |                        |   |                                      |                                      |                                      |   |  |                  |                  |                  |   |  |                  |                  |                  |   |  |           |           |           |  |
|  |                                      |                                      |                                      |                        |   |                                      |                                      |                                      |   |  |                  |                  |                  |   |  |                  |                  |                  |   |  |           |           |           |  |
|  |                                      | Sportivo Suardi                      | Sportivo Suardi                      | 2                      |   |                                      |                                      |                                      |   |  |                  |                  |                  |   |  |                  |                  |                  |   |  |           |           |           |  |
|  |                                      |                                      |                                      | 2                      |   |                                      |                                      |                                      |   |  |                  |                  |                  |   |  |                  |                  |                  |   |  |           |           |           |  |
|  |                                      |                                      | Sp. 9 de Julio (R III)               | Sp. 9 de Julio (R III) | 1 |                                      |                                      |                                      |   |  |                  |                  |                  |   |  |                  |                  |                  |   |  |           |           |           |  |
|  |                                      |                                      | Sp. 9 de Julio (R III)               | Sp. 9 de Julio (R III) | 1 |                                      |                                      |                                      |   |  |                  |                  |                  |   |  |                  |                  |                  |   |  |           |           |           |  |
|  |                                      |                                      |                                      |                        |   |                                      |                                      |                                      |   |  |                  |                  |                  |   |  |                  |                  |                  |   |  |           |           |           |  |
|  |                                      |                                      |                                      |                        |   |                                      |                                      |                                      |   |  |                  |                  |                  |   |  |                  |                  |                  |   |  |           |           |           |  |
|  |                                      |                                      |                                      |                        |   |                                      |                                      |                                      |   |  |                  | Regatas          | Regatas          | 2 |  |                  |                  |                  |   |  |           |           |           |  |
|  |                                      |                                      |                                      |                        |   |                                      |                                      |                                      |   |  |                  |                  |                  | 2 |  |                  |                  |                  |   |  |           |           |           |  |
|  |                                      |                                      | Gimnasia y Esgrima                   | Gimnasia y Esgrima     | 1 |                                      |                                      |                                      |   |  |                  |                  |                  |   |  |                  |                  |                  |   |  |           |           |           |  |
|  |                                      |                                      | Gimnasia y Esgrima                   | Gimnasia y Esgrima     | 1 |                                      |                                      |                                      |   |  |                  |                  |                  |   |  |                  |                  |                  |   |  |           |           |           |  |
|  |                                      |                                      |                                      |                        |   |                                      |                                      |                                      |   |  |                  |                  |                  |   |  |                  |                  |                  |   |  |           |           |           |  |
|  |                                      |                                      |                                      |                        |   |                                      |                                      |                                      |   |  |                  |                  |                  |   |  |                  |                  |                  |   |  |           |           |           |  |
|  |                                      |                                      |                                      |                        |   |                                      |                                      |                                      |   |  |                  |                  |                  |   |  |                  |                  |                  |   |  |           |           |           |  |
|  |                                      |                                      |                                      |                        |   |                                      |                                      |                                      |   |  |                  |                  |                  |   |  |                  |                  |                  |   |  |           |           |           |  |
|  |                                      |                                      |                                      |                        |   |                                      |                                      |                                      |   |  |                  |                  |                  |   |  |                  |                  |                  |   |  |           |           |           |  |
|  |                                      |                                      |                                      |                        |   |                                      |                                      |                                      |   |  |                  |                  |                  |   |  |                  |                  |                  |   |  |           |           |           |  |
|  |                                      |                                      |                                      |                        |   |                                      |                                      |                                      |   |  |                  |                  |                  |   |  |                  |                  |                  |   |  |           |           |           |  |
|  |                                      |                                      |                                      |                        |   |                                      |                                      |                                      |   |  |                  |                  |                  |   |  |                  |                  |                  |   |  |           |           |           |  |
|  |                                      |                                      |                                      |                        |   |                                      | Gimnasia y Esgrima                   | Gimnasia y Esgrima                   | 2 |  |                  |                  |                  |   |  |                  |                  |                  |   |  |           |           |           |  |
|  |                                      |                                      |                                      |                        |   |                                      |                                      |                                      | 2 |  |                  |                  |                  |   |  |                  |                  |                  |   |  |           |           |           |  |
|  |                                      |                                      | Sport Club                           | Sport Club             | 1 |                                      |                                      |                                      |   |  |                  |                  |                  |   |  |                  |                  |                  |   |  |           |           |           |  |
|  |                                      |                                      | Sport Club                           | Sport Club             | 1 |                                      |                                      |                                      |   |  |                  |                  |                  |   |  |                  |                  |                  |   |  |           |           |           |  |
|  |                                      |                                      |                                      |                        |   |                                      |                                      |                                      |   |  |                  |                  |                  |   |  |                  |                  |                  |   |  |           |           |           |  |
|  |                                      |                                      |                                      |                        |   |                                      |                                      |                                      |   |  |                  |                  |                  |   |  |                  |                  |                  |   |  |           |           |           |  |
|  |                                      | Sport Club                           | Sport Club                           | 2                      |   |                                      |                                      |                                      |   |  |                  |                  |                  |   |  |                  |                  |                  |   |  |           |           |           |  |
|  |                                      |                                      |                                      | 2                      |   |                                      |                                      |                                      |   |  |                  |                  |                  |   |  |                  |                  |                  |   |  |           |           |           |  |
|  |                                      |                                      | A.D. 9 de Julio (M)                  | A.D. 9 de Julio (M)    | 0 |                                      |                                      |                                      |   |  |                  |                  |                  |   |  |                  |                  |                  |   |  |           |           |           |  |
|  |                                      |                                      | A.D. 9 de Julio (M)                  | A.D. 9 de Julio (M)    | 0 |                                      |                                      |                                      |   |  |                  |                  |                  |   |  |                  |                  |                  |   |  |           |           |           |  |
|  |                                      |                                      |                                      |                        |   |                                      |                                      |                                      |   |  |                  |                  |                  |   |  |                  |                  |                  |   |  |           |           |           |  |
|  |                                      |                                      |                                      |                        |   |                                      |                                      |                                      |   |  |                  |                  |                  |   |  |                  |                  |                  |   |  |           |           |           |  |
|  |                                      |                                      |                                      |                        |   |                                      |                                      |                                      |   |  |                  |                  |                  |   |  |                  | Regatas          | Regatas          | 0 |  |           |           |           |  |
|  |                                      |                                      |                                      |                        |   |                                      |                                      |                                      |   |  |                  |                  |                  |   |  |                  |                  |                  | 0 |  |           |           |           |  |
|  |                                      |                                      | Provincial                           | Provincial             | 2 |                                      |                                      |                                      |   |  |                  |                  |                  |   |  |                  |                  |                  |   |  |           |           |           |  |
|  |                                      |                                      | Provincial                           | Provincial             | 2 |                                      |                                      |                                      |   |  |                  |                  |                  |   |  |                  |                  |                  |   |  |           |           |           |  |
|  |                                      |                                      |                                      |                        |   |                                      |                                      |                                      |   |  |                  |                  |                  |   |  |                  |                  |                  |   |  |           |           |           |  |
|  |                                      |                                      |                                      |                        |   |                                      |                                      |                                      |   |  |                  |                  |                  |   |  |                  |                  |                  |   |  |           |           |           |  |
|  |                                      |                                      |                                      |                        |   |                                      |                                      |                                      |   |  |                  |                  |                  |   |  |                  |                  |                  |   |  |           |           |           |  |
|  |                                      |                                      |                                      |                        |   |                                      |                                      |                                      |   |  |                  |                  |                  |   |  |                  |                  |                  |   |  |           |           |           |  |
|  |                                      |                                      |                                      |                        |   |                                      |                                      |                                      |   |  |                  |                  |                  |   |  |                  |                  |                  |   |  |           |           |           |  |
|  |                                      |                                      |                                      |                        |   |                                      |                                      |                                      |   |  |                  |                  |                  |   |  |                  |                  |                  |   |  |           |           |           |  |
|  |                                      |                                      |                                      |                        |   |                                      |                                      |                                      |   |  |                  |                  |                  |   |  |                  |                  |                  |   |  |           |           |           |  |
|  |                                      |                                      |                                      |                        |   |                                      |                                      |                                      |   |  |                  |                  |                  |   |  |                  |                  |                  |   |  |           |           |           |  |
|  |                                      |                                      |                                      |                        |   |                                      | Santa Paula                          | Santa Paula                          | 2 |  |                  |                  |                  |   |  |                  |                  |                  |   |  |           |           |           |  |
|  |                                      |                                      |                                      |                        |   |                                      |                                      |                                      | 2 |  |                  |                  |                  |   |  |                  |                  |                  |   |  |           |           |           |  |
|  |                                      |                                      | Belgrano                             | Belgrano               | 0 |                                      |                                      |                                      |   |  |                  |                  |                  |   |  |                  |                  |                  |   |  |           |           |           |  |
|  |                                      |                                      | Belgrano                             | Belgrano               | 0 |                                      |                                      |                                      |   |  |                  |                  |                  |   |  |                  |                  |                  |   |  |           |           |           |  |
|  |                                      |                                      |                                      |                        |   |                                      |                                      |                                      |   |  |                  |                  |                  |   |  |                  |                  |                  |   |  |           |           |           |  |
|  |                                      |                                      |                                      |                        |   |                                      |                                      |                                      |   |  |                  |                  |                  |   |  |                  |                  |                  |   |  |           |           |           |  |
|  |                                      | Belgrano (SN)                        | Belgrano (SN)                        | 2                      |   |                                      |                                      |                                      |   |  |                  |                  |                  |   |  |                  |                  |                  |   |  |           |           |           |  |
|  |                                      |                                      |                                      | 2                      |   |                                      |                                      |                                      |   |  |                  |                  |                  |   |  |                  |                  |                  |   |  |           |           |           |  |
|  |                                      |                                      | Sportsmen Unidos                     | Sportsmen Unidos       | 0 |                                      |                                      |                                      |   |  |                  |                  |                  |   |  |                  |                  |                  |   |  |           |           |           |  |
|  |                                      |                                      | Sportsmen Unidos                     | Sportsmen Unidos       | 0 |                                      |                                      |                                      |   |  |                  |                  |                  |   |  |                  |                  |                  |   |  |           |           |           |  |
|  |                                      |                                      |                                      |                        |   |                                      |                                      |                                      |   |  |                  |                  |                  |   |  |                  |                  |                  |   |  |           |           |           |  |
|  |                                      |                                      |                                      |                        |   |                                      |                                      |                                      |   |  |                  |                  |                  |   |  |                  |                  |                  |   |  |           |           |           |  |
|  |                                      |                                      |                                      |                        |   |                                      |                                      |                                      |   |  |                  | Santa Paula      | Santa Paula      | 0 |  |                  |                  |                  |   |  |           |           |           |  |
|  |                                      |                                      |                                      |                        |   |                                      |                                      |                                      |   |  |                  |                  |                  | 0 |  |                  |                  |                  |   |  |           |           |           |  |
|  |                                      |                                      | Provincial                           | Provincial             | 2 |                                      |                                      |                                      |   |  |                  |                  |                  |   |  |                  |                  |                  |   |  |           |           |           |  |
|  |                                      |                                      | Provincial                           | Provincial             | 2 |                                      |                                      |                                      |   |  |                  |                  |                  |   |  |                  |                  |                  |   |  |           |           |           |  |
|  |                                      |                                      |                                      |                        |   |                                      |                                      |                                      |   |  |                  |                  |                  |   |  |                  |                  |                  |   |  |           |           |           |  |
|  |                                      |                                      |                                      |                        |   |                                      |                                      |                                      |   |  |                  |                  |                  |   |  |                  |                  |                  |   |  |           |           |           |  |
|  |                                      |                                      |                                      |                        |   |                                      |                                      |                                      |   |  |                  |                  |                  |   |  |                  |                  |                  |   |  |           |           |           |  |
|  |                                      |                                      |                                      |                        |   |                                      |                                      |                                      |   |  |                  |                  |                  |   |  |                  |                  |                  |   |  |           |           |           |  |
|  |                                      |                                      |                                      |                        |   |                                      |                                      |                                      |   |  |                  |                  |                  |   |  |                  |                  |                  |   |  |           |           |           |  |
|  |                                      |                                      |                                      |                        |   |                                      |                                      |                                      |   |  |                  |                  |                  |   |  |                  |                  |                  |   |  |           |           |           |  |
|  |                                      |                                      |                                      |                        |   |                                      |                                      |                                      |   |  |                  |                  |                  |   |  |                  |                  |                  |   |  |           |           |           |  |
|  |                                      |                                      |                                      |                        |   |                                      |                                      |                                      |   |  |                  |                  |                  |   |  |                  |                  |                  |   |  |           |           |           |  |
|  |                                      |                                      |                                      |                        |   |                                      | El Ceibo                             | El Ceibo                             | 0 |  |                  |                  |                  |   |  |                  |                  |                  |   |  |           |           |           |  |
|  |                                      |                                      |                                      |                        |   |                                      |                                      |                                      | 0 |  |                  |                  |                  |   |  |                  |                  |                  |   |  |           |           |           |  |
|  |                                      |                                      | Provincial                           | Provincial             | 2 |                                      |                                      |                                      |   |  |                  |                  |                  |   |  |                  |                  |                  |   |  |           |           |           |  |
|  |                                      |                                      | Provincial                           | Provincial             | 2 |                                      |                                      |                                      |   |  |                  |                  |                  |   |  |                  |                  |                  |   |  |           |           |           |  |
|  |                                      |                                      |                                      |                        |   |                                      |                                      |                                      |   |  |                  |                  |                  |   |  |                  |                  |                  |   |  |           |           |           |  |
|  |                                      |                                      |                                      |                        |   |                                      |                                      |                                      |   |  |                  |                  |                  |   |  |                  |                  |                  |   |  |           |           |           |  |
|  |                                      | Provincial                           | Provincial                           | 2                      |   |                                      |                                      |                                      |   |  |                  |                  |                  |   |  |                  |                  |                  |   |  |           |           |           |  |
|  |                                      |                                      |                                      | 2                      |   |                                      |                                      |                                      |   |  |                  |                  |                  |   |  |                  |                  |                  |   |  |           |           |           |  |
|  |                                      |                                      | Atalaya                              | Atalaya                | 1 |                                      |                                      |                                      |   |  |                  |                  |                  |   |  |                  |                  |                  |   |  |           |           |           |  |
|  |                                      |                                      | Atalaya                              | Atalaya                | 1 |                                      |                                      |                                      |   |  |                  |                  |                  |   |  |                  |                  |                  |   |  |           |           |           |  |
|  |                                      |                                      |                                      |                        |   |                                      |                                      |                                      |   |  |                  |                  |                  |   |  |                  |                  |                  |   |  |           |           |           |  |
|  |                                      |                                      |                                      |                        |   |                                      |                                      |                                      |   |  |                  |                  |                  |   |  |                  |                  |                  |   |  |           |           |           |  |
|  |                                      |                                      |                                      |                        |   |                                      |                                      |                                      |   |  |                  |                  |                  |   |  |                  |                  |                  |   |  |           |           |           |  |
|  |                                      |                                      |                                      |                        |   |                                      |                                      |                                      |   |  |                  |                  |                  |   |  |                  |                  |                  |   |  |           |           |           |  |

### Final Conferencia Sur
Pico Football Club - Club Atlético Provincial

#### Partido 1
| 17 de junio; 21:00 hs. | Provincial                                                                           | 70–66                 | Pico Football Club                                                            | Rosario |  |  |
|                        | Parciales: 19-17, 33-33, 56-52, 70-66                                                |                       |                                                                               | |  |  |
|                        | Estadísticas Pablo Augusto Fernández 23 Vicente Garello 13 Pablo Augusto Fernández 4 | «Ficha». Pts Reb Asts | Estadísticas Marcelo Raúl Piuma 20 Elías Horacio Del Ponte 10 Agustín Bualó 4 | Pabellón: Salvador Bonilla Árbitros: Diego Monti Ramiro Baron Eric Páez Televisión: https://basquetpass.tv/ |  |  |
| 1-0                    |                                                                                      |                       |                                                                               | |  |  |
|                        |                                                                                      |                       |                                                                               | |  |  |

#### Partido 2
| 22 de junio; 21:30 hs | Pico Football Club                                                                                     | 77–65                 | Provincial                                                             | General Pico |  |  |
|                       | Parciales: 20-11, 37-32, 51-46, 77-65                                                                  |                       |                                                                        | |  |  |
|                       | Estadísticas Marcelo Raúl Piuma 22 Lucas Fabricio Cabañas 11 Augusto Omar Rossi 3 Marcelo Raúl Piuma 3 | «Ficha». Pts Reb Asts | Estadísticas Guido Mariani 18 Guido Mariani 7 Gastón Walter Gerbaudo 3 | Pabellón: Parque Ángel Larrea Árbitros: Romina Morales Alejandro Chantiri Matías Quintana Televisión: https://basquetpass.tv/ |  |  |
| 1-1                   | |                       |                                                                        | |  |  |
|                       | |                       |                                                                        | |  |  |

#### Partido 3
| 23 de junio; 21:00 hs. | Pico Football Club                                                               | 73–71                 | Provincial                                                                                          | General Pico |  |  |
|                        | Parciales: 14-21, 34-37, 52-59, 73-71                                            |                       | | |  |  |
|                        | Estadísticas Marcelo Raúl Piuma 20 Lucas Fabricio Cabañas 7 Augusto Omar Rossi 5 | «Ficha». Pts Reb Asts | Estadísticas Vicente Garello 22 Vicente Garello 7 Gastón Walter Gerbaudo 2 Pablo Augusto Fernández2 | Pabellón: Parque Ángel Larrea Árbitros: Carlos Herrera Eduardo Ferreyra Sebastián Arcas Televisión: https://basquetpass.tv/ |  |  |
| 2-1                    |                                                                                  |                       | | |  |  |
|                        |                                                                                  |                       | | |  |  |

## Conferencia Norte

### Etapa regular

#### División NOA[14]
| Equipo                         | PJ | PG | PP | GF   | GC   | Pts | %     |
| ------------------------------ | -- | -- | -- | ---- | ---- | --- | ----- |
| Asociación Mitre (SdE) (Oct)   | 16 | 14 | 2  | 1336 | 1123 | 30  | 87,5% |
| Belgrano (Tucumán) (Oct)       | 16 | 12 | 4  | 1386 | 1201 | 28  | 75%   |
| Talleres (Tafí Viejo) (Rec)    | 16 | 12 | 4  | 1237 | 1130 | 28  | 75%   |
| Nicolás Avellaneda (SdE) (Rec) | 16 | 10 | 6  | 1282 | 1204 | 26  | 62,5% |
| Nicolás Avellaneda (Tuc) (Rec) | 16 | 7  | 9  | 1170 | 1198 | 23  | 43,8% |
| Jorge Newbery (Rec)            | 16 | 6  | 10 | 1129 | 1194 | 22  | 37,5% |
| Cilcista Olímpico (Eli)        | 16 | 4  | 12 | 1163 | 1327 | 20  | 25%   |
| Jujuy Básquet (Eli)            | 16 | 4  | 12 | 1053 | 1172 | 20  | 25%   |
| Independiente AC (Eli)         | 16 | 3  | 13 | 1100 | 1307 | 19  | 18,8% |

| (Oct) | Clasificados a Octavos de Final.       |
| (Rec) | Juegan reclasificación en su división. |
| (Eli) | Quedaron eliminados.                   |

#### División Cuyo[15]
| Equipo                                | PJ | PG | PP | GF   | GC   | Pts | %     |
| ------------------------------------- | -- | -- | -- | ---- | ---- | --- | ----- |
| GEPU (San Luis) (Oct)                 | 18 | 17 | 1  | 1459 | 1233 | 35  | 94,4% |
| Atlético Riojano (Oct)                | 18 | 13 | 5  | 1551 | 1393 | 31  | 72,2% |
| Rioja Juniors Básket (La Rioja) (Rec) | 18 | 12 | 6  | 1460 | 1301 | 30  | 66,7% |
| Facundo (La Rioja) (Rec)              | 18 | 12 | 6  | 1453 | 1424 | 30  | 66,7% |
| Amancay (La Rioja) (Rec)              | 18 | 10 | 8  | 1383 | 1327 | 28  | 55,6% |
| Montmartré (Catamarca) (Rec)          | 18 | 9  | 9  | 1468 | 1500 | 27  | 50%   |
| Hindú BBC (Eli)                       | 18 | 6  | 12 | 1358 | 1491 | 24  | 33,3% |
| San Juan Revolución Básquet (Eli)     | 18 | 6  | 12 | 1347 | 1445 | 24  | 33,3% |
| Atlético Unión (Eli)                  | 18 | 4  | 14 | 1398 | 1484 | 22  | 22,2% |
| Banco Rioja (La Rioja) (Eli)          | 18 | 1  | 17 | 1277 | 1556 | 19  | 5,6%  |

| (Oct) | Clasificados a Octavos de Final.       |
| (Rec) | Juegan reclasificación en su división. |
| (Eli) | Quedaron eliminados.                   |

#### División NEA[16]
| Equipo                                   | PJ | PG | PP | GF   | GC   | Pts | %     |
| ---------------------------------------- | -- | -- | -- | ---- | ---- | --- | ----- |
| Deportivo y Social Tokio (Posadas) (Oct) | 16 | 16 | 0  | 1291 | 1099 | 32  | 100   |
| Regatas (Resistencia) (Oct)              | 16 | 12 | 4  | 1252 | 1146 | 28  | 75%   |
| San Martín (Curuzú Cuatiá) (Rec)         | 16 | 10 | 6  | 1306 | 1230 | 26  | 62,5% |
| Hindú Club (Resistencia) (Rec)           | 16 | 9  | 7  | 1333 | 1296 | 25  | 56,3% |
| Sarmiento (Resistencia) (Rec)            | 16 | 8  | 8  | 1326 | 1367 | 24  | 50%   |
| AMAD (Rec)                               | 16 | 6  | 10 | 1234 | 1291 | 22  | 37,5% |
| Atlético El Tala (Eli)                   | 16 | 4  | 12 | 1083 | 1195 | 20  | 25%   |
| Deportivo Colón (Eli)                    | 16 | 4  | 12 | 1152 | 1254 | 20  | 25%   |
| Acción (Eli)                             | 16 | 3  | 13 | 1094 | 1193 | 18  | 18,8% |

| (Oct) | Clasificados a Octavos de Final.       |
| (Rec) | Juegan reclasificación en su división. |
| (Eli) | Quedaron eliminados.                   |

#### División Entre Ríos[17]
| Equipo                                   | PJ | PG | PP | GF   | GC   | Pts | %     |
| ---------------------------------------- | -- | -- | -- | ---- | ---- | --- | ----- |
| La Unión (Oct)                           | 26 | 18 | 8  | 2058 | 1952 | 44  | 69,2% |
| Centro Bancario (Gualeguay) (Oct)        | 26 | 18 | 8  | 1950 | 1838 | 44  | 69,2% |
| Regatas (CdU) (Rec)                      | 26 | 17 | 9  | 1979 | 1891 | 43  | 65,4% |
| Racing Club (Gualeguaychú) (Rec)         | 26 | 17 | 9  | 1857 | 1705 | 43  | 65,4% |
| Neptunia (Gualeguaychú) (Rec)            | 26 | 16 | 10 | 2022 | 1934 | 42  | 61,5% |
| Central Entrerriano (Gualeguaychú) (Rec) | 26 | 15 | 11 | 1957 | 1883 | 41  | 57,7% |
| Sportivo Peñarol (Eli)                   | 26 | 15 | 11 | 2015 | 1976 | 41  | 57,7% |
| Deportivo San José (Eli)                 | 26 | 14 | 12 | 1998 | 2005 | 40  | 53,8% |
| Luis Luciano (Eli)                       | 26 | 12 | 14 | 1986 | 2003 | 38  | 46,2% |
| Olimpia (Paraná) (Eli)                   | 26 | 12 | 14 | 1859 | 1873 | 38  | 46,2% |
| Club Atlético Rosario del Tala (Eli)     | 26 | 9  | 17 | 1885 | 1997 | 35  | 34,6% |
| Ben Hur (Eli)                            | 26 | 9  | 17 | 1888 | 2062 | 35  | 34,6% |
| Ferrocarril (Concordia) (Eli)            | 26 | 8  | 18 | 1887 | 2017 | 34  | 30,8% |
| Capuchinos (Eli)                         | 26 | 2  | 24 | 1723 | 1928 | 28  | 7,7%  |

| (Oct) | Clasificados a Octavos de Final.       |
| (Rec) | Juegan reclasificación en su división. |
| (Eli) | Quedaron eliminados.                   |

### Playoff Conferencia Norte

#### NOA / Cuyo
|  | Reclasificación  | Reclasificación  | Reclasificación  |                  |   | Octavos de final | Octavos de final | Octavos de final |  |       | Cuartos de final | Cuartos de final | Cuartos de final |  |      | Semifinal | Semifinal | Semifinal |  |
|  |                  |                  |                  |                  |   |                  |                  |                  |  |       |                  |                  |                  |  |      |           |           |           |  |
|  |                  |                  |                  |                  |   |                  |                  |                  |  |       |                  |                  |                  |  |      |           |           |           |  |
|  |                  |                  |                  |                  |   |                  |                  |                  |  |       |                  |                  |                  |  |      |           |           |           |  |
|  |                  |                  |                  |                  |   |                  |                  |                  |  |       |                  |                  |                  |  |      |           |           |           |  |
|  |                  |                  |                  |                  |   |                  |                  |                  |  |       |                  |                  |                  |  |      |           |           |           |  |
|  |                  | GEPU             | GEPU             | 2                |   |                  |                  |                  |  |       |                  |                  |                  |  |      |           |           |           |  |
|  |                  |                  |                  | 2                |   |                  |                  |                  |  |       |                  |                  |                  |  |      |           |           |           |  |
|  |                  |                  | Avellaneda (SdE) | Avellaneda (SdE) | 0 |                  |                  |                  |  |       |                  |                  |                  |  |      |           |           |           |  |
|  | Avellaneda (SdE) | Avellaneda (SdE) | Avellaneda (SdE) | Avellaneda (SdE) | 0 | 2                |                  |                  |  |       |                  |                  |                  |  |      |           |           |           |  |
|  | Avellaneda (SdE) | Avellaneda (SdE) |                  |                  |   |                  |                  |                  |  |       |                  |                  |                  |  |      |           |           |           |  |
|  | Avellaneda (Tuc) | Avellaneda (Tuc) | 0                |                  |   |                  |                  |                  |  |       |                  |                  |                  |  |      |           |           |           |  |
|  | Avellaneda (Tuc) | Avellaneda (Tuc) | 0                |                  |   |                  |                  |                  |  | GEPU  | GEPU             | 2                |                  |  |      |           |           |           |  |
|  |                  |                  |                  |                  |   |                  |                  |                  |  | GEPU  | GEPU             | 2                |                  |  |      |           |           |           |  |
|  |                  |                  | Talleres         | Talleres         | 1 |                  |                  |                  |  |       |                  |                  |                  |  |      |           |           |           |  |
|  |                  |                  | Talleres         | Talleres         | 1 |                  |                  |                  |  |       |                  |                  |                  |  |      |           |           |           |  |
|  |                  |                  |                  |                  |   |                  |                  |                  |  |       |                  |                  |                  |  |      |           |           |           |  |
|  |                  |                  |                  |                  |   |                  |                  |                  |  |       |                  |                  |                  |  |      |           |           |           |  |
|  |                  | Club Riojano     | Club Riojano     | 0                |   |                  |                  |                  |  |       |                  |                  |                  |  |      |           |           |           |  |
|  |                  |                  |                  | 0                |   |                  |                  |                  |  |       |                  |                  |                  |  |      |           |           |           |  |
|  |                  |                  | Talleres         | Talleres         | 2 |                  |                  |                  |  |       |                  |                  |                  |  |      |           |           |           |  |
|  | Talleres         | Talleres         | Talleres         | Talleres         | 2 | 2                |                  |                  |  |       |                  |                  |                  |  |      |           |           |           |  |
|  | Talleres         | Talleres         |                  |                  |   |                  |                  |                  |  |       |                  |                  |                  |  |      |           |           |           |  |
|  | Newbery          | Newbery          | 0                |                  |   |                  |                  |                  |  |       |                  |                  |                  |  |      |           |           |           |  |
|  | Newbery          | Newbery          | 0                |                  |   |                  |                  |                  |  |       |                  |                  |                  |  | GEPU | GEPU      | 2         |           |  |
|  |                  |                  |                  |                  |   |                  |                  |                  |  |       |                  |                  |                  |  | GEPU | GEPU      | 2         |           |  |
|  |                  |                  | Belgrano         | Belgrano         | 1 |                  |                  |                  |  |       |                  |                  |                  |  |      |           |           |           |  |
|  |                  |                  | Belgrano         | Belgrano         | 1 |                  |                  |                  |  |       |                  |                  |                  |  |      |           |           |           |  |
|  |                  |                  |                  |                  |   |                  |                  |                  |  |       |                  |                  |                  |  |      |           |           |           |  |
|  |                  |                  |                  |                  |   |                  |                  |                  |  |       |                  |                  |                  |  |      |           |           |           |  |
|  |                  | Mitre            | Mitre            | 2                |   |                  |                  |                  |  |       |                  |                  |                  |  |      |           |           |           |  |
|  |                  |                  |                  | 2                |   |                  |                  |                  |  |       |                  |                  |                  |  |      |           |           |           |  |
|  |                  |                  | Montmarté        | Montmarté        | 1 |                  |                  |                  |  |       |                  |                  |                  |  |      |           |           |           |  |
|  | Rioja            | Rioja            | Montmarté        | Montmarté        | 1 | 0                |                  |                  |  |       |                  |                  |                  |  |      |           |           |           |  |
|  | Rioja            | Rioja            |                  |                  |   |                  |                  |                  |  |       |                  |                  |                  |  |      |           |           |           |  |
|  | Montmarté        | Montmarté        | 2                |                  |   |                  |                  |                  |  |       |                  |                  |                  |  |      |           |           |           |  |
|  | Montmarté        | Montmarté        | 2                |                  |   |                  |                  |                  |  | Mitre | Mitre            | 0                |                  |  |      |           |           |           |  |
|  |                  |                  |                  |                  |   |                  |                  |                  |  | Mitre | Mitre            | 0                |                  |  |      |           |           |           |  |
|  |                  |                  | Belgrano         | Belgrano         | 2 |                  |                  |                  |  |       |                  |                  |                  |  |      |           |           |           |  |
|  |                  |                  | Belgrano         | Belgrano         | 2 |                  |                  |                  |  |       |                  |                  |                  |  |      |           |           |           |  |
|  |                  |                  |                  |                  |   |                  |                  |                  |  |       |                  |                  |                  |  |      |           |           |           |  |
|  |                  |                  |                  |                  |   |                  |                  |                  |  |       |                  |                  |                  |  |      |           |           |           |  |
|  |                  | Belgrano         | Belgrano         | 2                |   |                  |                  |                  |  |       |                  |                  |                  |  |      |           |           |           |  |
|  |                  |                  |                  | 2                |   |                  |                  |                  |  |       |                  |                  |                  |  |      |           |           |           |  |
|  |                  |                  | Facundo          | Facundo          | 0 |                  |                  |                  |  |       |                  |                  |                  |  |      |           |           |           |  |
|  | Facundo          | Facundo          | Facundo          | Facundo          | 0 | 2                |                  |                  |  |       |                  |                  |                  |  |      |           |           |           |  |
|  | Facundo          | Facundo          |                  |                  |   |                  |                  |                  |  |       |                  |                  |                  |  |      |           |           |           |  |
|  | Amancay          | Amancay          | 1                |                  |   |                  |                  |                  |  |       |                  |                  |                  |  |      |           |           |           |  |
|  | Amancay          | Amancay          | 1                |                  |   |                  |                  |                  |  |       |                  |                  |                  |  |      |           |           |           |  |
|  |                  |                  |                  |                  |   |                  |                  |                  |  |       |                  |                  |                  |  |      |           |           |           |  |

#### NEA / Entre Ríos
|  | Reclasificación     | Reclasificación     | Reclasificación |               |   | Octavos de final | Octavos de final | Octavos de final |  |          | Cuartos de final | Cuartos de final | Cuartos de final |  |       | Semifinal | Semifinal | Semifinal |  |
|  |                     |                     |                 |               |   |                  |                  |                  |  |          |                  |                  |                  |  |       |           |           |           |  |
|  |                     |                     |                 |               |   |                  |                  |                  |  |          |                  |                  |                  |  |       |           |           |           |  |
|  |                     |                     |                 |               |   |                  |                  |                  |  |          |                  |                  |                  |  |       |           |           |           |  |
|  |                     |                     |                 |               |   |                  |                  |                  |  |          |                  |                  |                  |  |       |           |           |           |  |
|  |                     |                     |                 |               |   |                  |                  |                  |  |          |                  |                  |                  |  |       |           |           |           |  |
|  |                     | Tokio               | Tokio           | 2             |   |                  |                  |                  |  |          |                  |                  |                  |  |       |           |           |           |  |
|  |                     |                     |                 | 2             |   |                  |                  |                  |  |          |                  |                  |                  |  |       |           |           |           |  |
|  |                     |                     | Racing          | Racing        | 1 |                  |                  |                  |  |          |                  |                  |                  |  |       |           |           |           |  |
|  | Racing              | Racing              | Racing          | Racing        | 1 | 2                |                  |                  |  |          |                  |                  |                  |  |       |           |           |           |  |
|  | Racing              | Racing              |                 |               |   |                  |                  |                  |  |          |                  |                  |                  |  |       |           |           |           |  |
|  | Neptunia            | Neptunia            | 1               |               |   |                  |                  |                  |  |          |                  |                  |                  |  |       |           |           |           |  |
|  | Neptunia            | Neptunia            | 1               |               |   |                  |                  |                  |  | Tokio    | Tokio            | 2                |                  |  |       |           |           |           |  |
|  |                     |                     |                 |               |   |                  |                  |                  |  | Tokio    | Tokio            | 2                |                  |  |       |           |           |           |  |
|  |                     |                     | Regatas (CdU)   | Regatas (CdU) | 0 |                  |                  |                  |  |          |                  |                  |                  |  |       |           |           |           |  |
|  |                     |                     | Regatas (CdU)   | Regatas (CdU) | 0 |                  |                  |                  |  |          |                  |                  |                  |  |       |           |           |           |  |
|  |                     |                     |                 |               |   |                  |                  |                  |  |          |                  |                  |                  |  |       |           |           |           |  |
|  |                     |                     |                 |               |   |                  |                  |                  |  |          |                  |                  |                  |  |       |           |           |           |  |
|  |                     | Regatas (R)         | Regatas (R)     | 1             |   |                  |                  |                  |  |          |                  |                  |                  |  |       |           |           |           |  |
|  |                     |                     |                 | 1             |   |                  |                  |                  |  |          |                  |                  |                  |  |       |           |           |           |  |
|  |                     |                     | Regatas (CdU)   | Regatas (CdU) | 2 |                  |                  |                  |  |          |                  |                  |                  |  |       |           |           |           |  |
|  | Regatas (CdU)       | Regatas (CdU)       | Regatas (CdU)   | Regatas (CdU) | 2 | 1                |                  |                  |  |          |                  |                  |                  |  |       |           |           |           |  |
|  | Regatas (CdU)       | Regatas (CdU)       |                 |               |   |                  |                  |                  |  |          |                  |                  |                  |  |       |           |           |           |  |
|  | Central Entrerriano | Central Entrerriano | 2               |               |   |                  |                  |                  |  |          |                  |                  |                  |  |       |           |           |           |  |
|  | Central Entrerriano | Central Entrerriano | 2               |               |   |                  |                  |                  |  |          |                  |                  |                  |  | Tokio | Tokio     | 0         |           |  |
|  |                     |                     |                 |               |   |                  |                  |                  |  |          |                  |                  |                  |  | Tokio | Tokio     | 0         |           |  |
|  |                     |                     | La Unión        | La Unión      | 2 |                  |                  |                  |  |          |                  |                  |                  |  |       |           |           |           |  |
|  |                     |                     | La Unión        | La Unión      | 2 |                  |                  |                  |  |          |                  |                  |                  |  |       |           |           |           |  |
|  |                     |                     |                 |               |   |                  |                  |                  |  |          |                  |                  |                  |  |       |           |           |           |  |
|  |                     |                     |                 |               |   |                  |                  |                  |  |          |                  |                  |                  |  |       |           |           |           |  |
|  |                     | La Unión            | La Unión        | 2             |   |                  |                  |                  |  |          |                  |                  |                  |  |       |           |           |           |  |
|  |                     |                     |                 | 2             |   |                  |                  |                  |  |          |                  |                  |                  |  |       |           |           |           |  |
|  |                     |                     | Sarmiento       | Sarmiento     | 0 |                  |                  |                  |  |          |                  |                  |                  |  |       |           |           |           |  |
|  | Hindú               | Hindú               | Sarmiento       | Sarmiento     | 0 | 0                |                  |                  |  |          |                  |                  |                  |  |       |           |           |           |  |
|  | Hindú               | Hindú               |                 |               |   |                  |                  |                  |  |          |                  |                  |                  |  |       |           |           |           |  |
|  | Sarmiento           | Sarmiento           | 2               |               |   |                  |                  |                  |  |          |                  |                  |                  |  |       |           |           |           |  |
|  | Sarmiento           | Sarmiento           | 2               |               |   |                  |                  |                  |  | La Unión | La Unión         | 2                |                  |  |       |           |           |           |  |
|  |                     |                     |                 |               |   |                  |                  |                  |  | La Unión | La Unión         | 2                |                  |  |       |           |           |           |  |
|  |                     |                     | San Martín      | San Martín    | 1 |                  |                  |                  |  |          |                  |                  |                  |  |       |           |           |           |  |
|  |                     |                     | San Martín      | San Martín    | 1 |                  |                  |                  |  |          |                  |                  |                  |  |       |           |           |           |  |
|  |                     |                     |                 |               |   |                  |                  |                  |  |          |                  |                  |                  |  |       |           |           |           |  |
|  |                     |                     |                 |               |   |                  |                  |                  |  |          |                  |                  |                  |  |       |           |           |           |  |
|  |                     | Bancario            | Bancario        | 1             |   |                  |                  |                  |  |          |                  |                  |                  |  |       |           |           |           |  |
|  |                     |                     |                 | 1             |   |                  |                  |                  |  |          |                  |                  |                  |  |       |           |           |           |  |
|  |                     |                     | San Martín      | San Martín    | 2 |                  |                  |                  |  |          |                  |                  |                  |  |       |           |           |           |  |
|  | San Martín          | San Martín          | San Martín      | San Martín    | 2 | 2                |                  |                  |  |          |                  |                  |                  |  |       |           |           |           |  |
|  | San Martín          | San Martín          |                 |               |   |                  |                  |                  |  |          |                  |                  |                  |  |       |           |           |           |  |
|  | AMAD                | AMAD                | 1               |               |   |                  |                  |                  |  |          |                  |                  |                  |  |       |           |           |           |  |
|  | AMAD                | AMAD                | 1               |               |   |                  |                  |                  |  |          |                  |                  |                  |  |       |           |           |           |  |
|  |                     |                     |                 |               |   |                  |                  |                  |  |          |                  |                  |                  |  |       |           |           |           |  |

### Final Conferencia Norte
GEPU - Club La Unión

#### Partido 1
| 18 de junio | La Unión                                                                                   | 82–92                 | GEPU                                                                                                   | Colón |  |  |
|             | Parciales: 18-21, 41-47, 51-74, 82-92                                                      |                       | | |  |  |
|             | Estadísticas César Matías Lavoratornuovo 23 Emilio Giménez 7 César Matías Lavoratornuovo 4 | «Ficha». Pts Reb Asts | Estadísticas Hans Feder Ponce 27 Lisandro Gómez Quintero 12 Gastón Marozzi 4 Lisandro Gómez Quintero 4 | Pabellón: Carlos José Delasoie Árbitros: Martín Pietromónaco Alejandro Costa Bianca Tedesco Televisión: https://basquetpass.tv/ |  |  |
| 0-1         |                                                                                            |                       | | |  |  |
|             |                                                                                            |                       | | |  |  |

#### Partido 2
| 24 de junio; 21:00 hs. | GEPU                                                               | 68–73                 | La Unión | San Luis                                                               |  |  |
|                        | Parciales: 8-16, 28-32, 41-46, 68-73                               |                       | |                                                                        |  |  |
|                        | Estadísticas Gustavo Acosta 18 Gustavo Acosta 8 Hans Feder Ponce 4 | «Ficha». Pts Reb Asts | Estadísticas Giorgio Alessio Pazzarelli 27 Giorgio Alessio Pazzarelli 11 César Matías Lavoratornuovo 1 Emilio Giménez 1 Brian Alexis Díaz 1 Bruno Bautista Conti 1 | Pabellón: Emilio Perazzo Árbitros: Televisión: https://basquetpass.tv/ |  |  |
| 1-1                    |                                                                    |                       | |                                                                        |  |  |
|                        |                                                                    |                       | |                                                                        |  |  |

#### Partido 3
| 25 de junio; 21:00 hs. | GEPU                                                                        | 72–77                 | La Unión                                                                       | San Luis                                                               |  |  |
|                        | Parciales: 10-6, 37-26, 54-50, 72-77                                        |                       |                                                                                |                                                                        |  |  |
|                        | Estadísticas Hans Feder Ponce 18 Gustavo Acosta 7 Lisandro Gómez Quintero 4 | «Ficha». Pts Reb Asts | Estadísticas Germán Frencia 20 Germán Frencia 11 César Matías Lavoratornuovo 4 | Pabellón: Emilio Perazzo Árbitros: Televisión: https://basquetpass.tv/ |  |  |
| 1-2                    |                                                                             |                       |                                                                                |                                                                        |  |  |
|                        |                                                                             |                       |                                                                                |                                                                        |  |  |

## Final de Liga
El campeón de la Conferencia Sur, Pico Football Club; y el campeón de la Conferencia Norte La Unión (ambos ascendidos a la Liga Argentina de Básquet), se enfrentarán en una serie de tres partidos, con ventaja de localía para Pico Football -por ser, de ambos equipos, el de mejor porcentaje de triunfos en la etapa regular- para determinar al campeón de la temporada 2022 de la Liga Federal de Básquet .
Pico Football Club - Club La Unión

#### Partido 1
| Viernes 1 de julio; 21:30 | La Unión                                                                                      | 95–92                 | Pico Football Club                                                      | Colón |  |  |
|                           | Parciales: 18-14, 36-32, 57-53, 85-85 (T.E.: 95-92)                                           |                       |                                                                         | |  |  |
|                           | Estadísticas César Lavoratornuovo y Germán Frencia 24 Germán Frencia 9 Bruno Bautista Conti 7 | «Ficha». Pts Reb Asts | Estadísticas Agustín Bualó 23 Marcelo Ráúl Piuma 9 Augusto Omar Rossi 7 | Pabellón: Carlos José Delasoie Árbitros: Romina Morales Diego Monti Jorge Meza Televisión: https://basquetpass.tv/ |  |  |
| 1-0                       |                                                                                               |                       |                                                                         | |  |  |
|                           |                                                                                               |                       |                                                                         | |  |  |

#### Partido 2
| Martes 5 de julio; 21:30 | Pico Football Club                                                       | 83–91                 | La Unión                                                                  | General Pico                                                                                |  |  |
|                          | Parciales: 23-24, 39-49, 60-64, 83-91                                    |                       |                                                                           |                                                                                             |  |  |
|                          | Estadísticas Agustín Bualó 25 Bualó, Rossi y Del Ponte 4 Agustín Bualó 7 | «Ficha». Pts Reb Asts | Estadísticas Pablo Agustín Bilat 18 Germán Frencia 15 Brian Alexis Díaz 2 | Pabellón: Carlos José Delasoie Árbitros: Romina Morales Televisión: https://basquetpass.tv/ |  |  |
| 0-2                      |                                                                          |                       |                                                                           |                                                                                             |  |  |
|                          |                                                                          |                       |                                                                           |                                                                                             |  |  |

Club La Unión de Colón

Campeón

2° Campeonato

2° Ascenso

## Plantel Campeón
| Jugador                   | Ed      | Pos        | Pts | PJ | Pro |
| ------------------------- | ------- | ---------- | --- | -- | --- |
| Bilat, Pablo              | 26 años | Escolta    |     |    |     |
| Conti, Bruno Bautista     | 22 años | Base       |     |    |     |
| Delacroix, Juan Martin    | 20 años | Ala Pivote |     |    |     |
| Diaz, Brian               | 38 años | Escolta    |     |    |     |
| Frencia, German           | 34 años | Pivote     |     |    |     |
| Gimenez, Emilio           | 26 años | Alero      |     |    |     |
| Lavoratornuovo, Cesar     | 30 años | Alero      |     |    |     |
| Leissa, Mateo             | 18 años | Alero      |     |    |     |
| Marcon, Joaquin Alejandro | 20 años | Ala Pivote |     |    |     |
| Manis, Lucas              | 17 años | Alapivote  |     |    |     |
| Pazzarelli, Giorgio       | 22 años | Alero      |     |    |     |
| Sigel, Agustin Nicolas    |         | Base       |     |    |     |
| Ozan, Francisco           |         |            |     |    |     |
| Herrera, Junior           |         |            |     |    |     |

Nota
1. ↑  Las edades están expresadas a la fecha de finalización del torneo y de obtención del campeonato.

## Posiciones finales
| Pos | Etapa              | Equipo                              | Ronda Reg | Ronda Reg | Playoff | Playoff | TOTAL | TOTAL | TOTAL | TOTAL | División de origen |
| Pos | Etapa              | Equipo                              | PG        | PP        | PG      | PP      | PJ    | PG    | PP    | %     | División de origen |
| --- | ------------------ | ----------------------------------- | --------- | --------- | ------- | ------- | ----- | ----- | ----- | ----- | ------------------ |
| 1   | Campeón            | La Unión (Colón)                    | 18        | 8         | 10      | 2       | 38    | 28    | 10    | 73,7% | Entre Ríos         |
| 2   | Subcampeón         | Pico Football Club                  | 13        | 2         | 10      | 7       | 32    | 23    | 9     | 71,9% | Patagónica 2       |
| 3   | Final Conf         | GEPU (San Luis)                     | 17        | 1         | 7       | 4       | 29    | 24    | 5     | 82,8% | Cuyo               |
| 4   | Final Conf         | Provincial (Rosario)                | 11        | 5         | 9       | 3       | 28    | 20    | 8     | 71,4% | Región 1           |
| 5   | Semi Conf          | Presidente Derqui                   | 14        | 1         | 7       | 2       | 24    | 21    | 3     | 87,5% | Buenos Aires       |
| 6   | Semi Conf          | Tokio (Posadas)                     | 16        | 0         | 4       | 3       | 23    | 20    | 3     | 87,0% | Noreste            |
| 7   | Semi Conf          | Belgrano (Tucumán)                  | 12        | 4         | 5       | 2       | 23    | 17    | 6     | 73,9% | Noroeste           |
| 8   | Semi Conf          | Regatas (San Nicolás)               | 12        | 4         | 4       | 2       | 22    | 16    | 6     | 72,7% | Región 1           |
| 9   | CF Conf            | Los Indios (Moreno)                 | 17        | 1         | 4       | 2       | 24    | 21    | 3     | 87,5% | FeBAMBA Oeste      |
| 10  | CF Conf            | River Plate (CABA)                  | 17        | 1         | 7       | 3       | 28    | 24    | 4     | 85,7% | FeAMBA Centro      |
| 11  | CF Conf            | Asociación Mitre (SdE)              | 14        | 2         | 2       | 3       | 21    | 16    | 5     | 76,2% | Noroeste           |
| 12  | CF Conf            | Talleres (Tafí Viejo)               | 12        | 4         | 5       | 2       | 23    | 17    | 6     | 73,9% | Noroeste           |
| 13  | CF Conf            | Santa Paula (Galvez)                | 14        | 4         | 2       | 2       | 22    | 16    | 6     | 72,7% | Córdoba/Santa Fe   |
| 14  | CF Conf            | Gimnasia y Esgrima (Rosario)        | 11        | 5         | 3       | 3       | 22    | 14    | 8     | 63,6% | Región 1           |
| 15  | CF Conf            | Regatas (CdU)                       | 17        | 9         | 4       | 4       | 34    | 21    | 13    | 61,8% | Entre Ríos         |
| 16  | CF Conf            | San Martín (Curuzú Cuatiá)          | 10        | 6         | 5       | 4       | 25    | 15    | 10    | 60,0% | Noreste            |
| 17  | OF Conf            | Unión (Mar del Plata)               | 13        | 2         | 3       | 3       | 21    | 16    | 5     | 76,2% | Buenos Aires       |
| 18  | OF Conf            | Regatas (Resistencia)               | 12        | 4         | 1       | 2       | 19    | 13    | 6     | 68,4% | Noreste            |
| 19  | OF Conf            | Centro Español (Plotier)            | 17        | 7         | 2       | 2       | 28    | 19    | 9     | 67,9% | Patagónica 1       |
| 20  | OF Conf            | All Boys (Santa Rosa)               | 11        | 4         | 3       | 3       | 21    | 14    | 7     | 66,7% | Patagónica 2       |
| 21  | OF Conf            | Centro Bancario (Gualeguay)         | 18        | 8         | 1       | 2       | 29    | 19    | 10    | 65,5% | Entre Ríos         |
| 22  | OF Conf            | Atlético Riojano                    | 13        | 5         | 0       | 2       | 20    | 13    | 7     | 65,0% | Cuyo               |
| 23  | OF Conf            | Racing Club (Gualeguaychú)          | 17        | 9         | 3       | 3       | 32    | 20    | 12    | 62,5% | Entre Ríos         |
| 24  | OF Conf            | Facundo (La Rioja)                  | 12        | 6         | 2       | 3       | 23    | 14    | 9     | 60,9% | Cuyo               |
| 25  | OF Conf            | Belgrano (San Nicolás)              | 10        | 6         | 2       | 2       | 20    | 12    | 8     | 60,0% | Región 1           |
| 26  | OF Conf            | Nicolás Avellaneda (SdE)            | 10        | 6         | 2       | 2       | 20    | 12    | 8     | 60,0% | Noroeste           |
| 27  | OF Conf            | Deportivo Roca                      | 15        | 9         | 2       | 3       | 29    | 17    | 12    | 58,6% | Patagónica 1       |
| 28  | OF Conf            | Sport Club (Cañada de Gómez)        | 10        | 8         | 3       | 2       | 23    | 13    | 10    | 56,5% | Córdoba/Santa Fe   |
| 29  | OF Conf            | El Ceibo (San Francisco)            | 11        | 7         | 0       | 2       | 20    | 11    | 9     | 55,0% | Córdoba/Santa Fe   |
| 30  | OF Conf            | Sportivo Suradi (Suardi)            | 10        | 8         | 3       | 3       | 24    | 13    | 11    | 54,2% | Córdoba/Santa Fe   |
| 31  | OF Conf            | Montmartré (Catamarca)              | 9         | 9         | 3       | 2       | 23    | 12    | 11    | 52,2% | Cuyo               |
| 32  | OF Conf            | Sarmiento (Resistencia)             | 8         | 8         | 2       | 2       | 20    | 10    | 10    | 50,0% | Noreste            |
| 33  | Play-in 2          | Racing Club                         | 16        | 2         | 3       | 3       | 24    | 19    | 5     | 79,2% | FeAMBA Centro      |
| 34  | Play-in 2          | Racing (Olavarría)                  | 11        | 4         | 0       | 2       | 17    | 11    | 6     | 64,7% | Buenos Aires       |
| 35  | Play-in 2          | Rioja Juniors Básket (La Rioja)     | 12        | 6         | 0       | 2       | 20    | 12    | 8     | 60,0% | Cuyo               |
| 36  | Play-in 2          | Pérfora (Plaza Huincul)             | 15        | 9         | 1       | 2       | 27    | 16    | 11    | 59,3% | Patagónica 1       |
| 37  | Play-in 2          | El Biguá (Neuquén)                  | 15        | 9         | 1       | 2       | 27    | 16    | 11    | 59,3% | Patagónica 1       |
| 38  | Play-in 2          | Neptunia (Gualeguaychú)             | 16        | 10        | 1       | 2       | 29    | 17    | 12    | 58,6% | Entre Ríos         |
| 39  | Play-in 2          | Federación Deportiva                | 4         | 2         | 1       | 2       | 9     | 5     | 4     | 55,6% | Patagónica 3       |
| 40  | Play-in 2          | Central Entrerriano (Gualeguaychú)  | 15        | 11        | 1       | 2       | 29    | 16    | 13    | 55,2% | Entre Ríos         |
| 41  | Play-in 2          | Amancay (La Rioja)                  | 10        | 8         | 1       | 2       | 21    | 11    | 10    | 52,4% | Cuyo               |
| 42  | Play-in 2          | Colón (Chivilcoy)                   | 8         | 7         | 2       | 3       | 20    | 10    | 10    | 50,0% | Buenos Aires       |
| 43  | Play-in 2          | Hindú Club (Resistencia)            | 9         | 7         | 0       | 2       | 18    | 9     | 9     | 50,0% | Noreste            |
| 44  | Play-in 2          | Sol de Mayo (Viedma)                | 8         | 7         | 0       | 2       | 17    | 8     | 9     | 47,1% | Patagónica 2       |
| 45  | Play-in 2          | Sportivo 9 de julio (R III)         | 8         | 10        | 1       | 2       | 21    | 9     | 12    | 42,9% | Córdoba/Santa Fe   |
| 46  | Play-in 2          | Atalaya (Rosario)                   | 7         | 9         | 1       | 2       | 19    | 8     | 11    | 42,1% | Región 1           |
| 47  | Play-in 2          | Nicolás Avellaneda (Tucumán)        | 7         | 9         | 0       | 2       | 18    | 7     | 11    | 38,9% | Noroeste           |
| 48  | Play-in 2          | Sportsmen Unidos (Rosario)          | 7         | 9         | 0       | 2       | 18    | 7     | 11    | 38,9% | Región 1           |
| 49  | Play-in 2          | AMAD (Corrientes)                   | 6         | 10        | 1       | 2       | 19    | 7     | 12    | 36,8% | Noreste            |
| 50  | Play-in 2          | Estudiantes (La Plata)              | 6         | 9         | 0       | 2       | 17    | 6     | 11    | 35,3% | Buenos Aires       |
| 51  | Play-in 2          | Jorge Newbery                       | 6         | 10        | 0       | 2       | 18    | 6     | 12    | 33,3% | Noroeste           |
| 52  | Play-in 2          | 9 de julio (Morteros)               | 6         | 12        | 0       | 2       | 20    | 6     | 14    | 30,0% | Córdoba/Santa Fe   |
| 53  | Play-in 1          | El Talar                            | 11        | 4         | 1       | 2       | 18    | 12    | 6     | 66,7% | FeAMBA Oeste       |
| 54  | Play-in 1          | Estudiantil Porteño                 | 11        | 7         | 0       | 2       | 20    | 11    | 9     | 55,0% | FeAMBA Oeste       |
| 55  | Play-in 1          | Atlético Pilar                      | 6         | 9         | 0       | 2       | 17    | 6     | 11    | 35,3% | FeBAMBA Norte      |
| 56  | Play-in 1          | Independiente (Tandil)              | 1         | 14        | 1       | 2       | 18    | 2     | 16    | 11,1% | Buenos Aires       |
| 57  | Eliminado División | Sportivo Escobar                    | 9         | 6         | -       | -       | 15    | 9     | 6     | 60,0% | Buenos Aires       |
| 58  | Eliminado División | Petrolero Argentino (Plaza Huincul) | 14        | 10        | -       | -       | 24    | 14    | 10    | 58,3% | Patagónica         |
| 59  | Eliminado División | Sportivo Peñarol (Rosario del Tala) | 15        | 11        | -       | -       | 26    | 15    | 11    | 57,7% | Entre Ríos         |
| 60  | Eliminado División | Ramos Mejía                         | 10        | 8         | -       | -       | 18    | 10    | 8     | 55,6% | Buenos Aires       |
| 61  | Eliminado División | Pacífico (Neuquén)                  | 13        | 11        | -       | -       | 24    | 13    | 11    | 54,2% | Patagónica         |
| 62  | Eliminado División | Deportivo San José                  | 14        | 12        | -       | -       | 26    | 14    | 12    | 53,8% | Entre Ríos         |
| 63  | Eliminado División | Independiente Avellaneda            | 12        | 12        | -       | -       | 24    | 12    | 12    | 50,0% | Patagónica         |
| 64  | Eliminado División | San Miguel (Río Gallegos)           | 3         | 3         | -       | -       | 6     | 3     | 3     | 50,0% | Patagónica         |
| 65  | Eliminado División | I.C.D. Pedro Echagüe                | 9         | 9         | -       | -       | 18    | 9     | 9     | 50,0% | Buenos Aires       |
| 66  | Eliminado División | Defensores de Hurlingham            | 9         | 9         | -       | -       | 18    | 9     | 9     | 50,0% | Buenos Aires       |
| 67  | Eliminado División | Ferrocarril Oeste (General Pico)    | 7         | 8         | -       | -       | 15    | 7     | 8     | 46,7% | Patagónica         |
| 68  | Eliminado División | Sociedad Hebraica Argentina         | 7         | 8         | -       | -       | 15    | 7     | 8     | 46,7% | Buenos Aires       |
| 69  | Eliminado División | Luis Luciano                        | 12        | 14        | -       | -       | 26    | 12    | 14    | 46,2% | Entre Ríos         |
| 70  | Eliminado División | Olimpia (Paraná)                    | 12        | 14        | -       | -       | 26    | 12    | 14    | 46,2% | Entre Ríos         |
| 71  | Eliminado División | Vélez Sarsfield (CABA)              | 7         | 11        | -       | -       | 18    | 7     | 11    | 38,9% | Buenos Aires       |
| 72  | Eliminado División | Somisa (San Nicolás)                | 6         | 10        | -       | -       | 16    | 6     | 10    | 37,5% | Región 1           |
| 73  | Eliminado División | Atlético Rosario del Tala           | 9         | 17        | -       | -       | 26    | 9     | 17    | 34,6% | Entre Ríos         |
| 74  | Eliminado División | Ben Hur                             | 9         | 17        | -       | -       | 26    | 9     | 17    | 34,6% | Entre Ríos         |
| 75  | Eliminado División | Hindú BBC (Catamarca)               | 6         | 12        | -       | -       | 18    | 6     | 12    | 33,3% | Noreste            |
| 76  | Eliminado División | San Juan Revolución Básquet         | 6         | 12        | -       | -       | 18    | 6     | 12    | 33,3% | Cuyo               |
| 77  | Eliminado División | Unión Deportiva Río Colorado        | 5         | 10        | -       | -       | 15    | 5     | 10    | 33,3% | Patagónica         |
| 78  | Eliminado División | Guillermo Brown (Puerto Madryn)     | 2         | 4         | -       | -       | 6     | 2     | 4     | 33,3% | Patagónica         |
| 79  | Eliminado División | Pinocho (CABA)                      | 6         | 12        | -       | -       | 18    | 6     | 12    | 33,3% | Buenos Aires       |
| 80  | Eliminado División | Gimnasia y Esgrima VP (CABA)        | 6         | 12        | -       | -       | 18    | 6     | 12    | 33,3% | Buenos Aires       |
| 81  | Eliminado División | Institución Sarmiento (CABA)        | 6         | 12        | -       | -       | 18    | 6     | 12    | 33,3% | Buenos Aires       |
| 82  | Eliminado División | Temperley (Rosario)                 | 5         | 11        | -       | -       | 16    | 5     | 11    | 31,3% | Región 1           |
| 83  | Eliminado División | Ferrocarril (Concordia)             | 8         | 18        | -       | -       | 26    | 8     | 18    | 30,8% | Entre Ríos         |
| 84  | Eliminado División | Sportivo Pilar                      | 4         | 11        | -       | -       | 15    | 4     | 11    | 26,7% | Buenos Aires       |
| 85  | Eliminado División | Atlético El Tala (Corrientes)       | 4         | 12        | -       | -       | 16    | 4     | 12    | 25,0% | Noreste            |
| 86  | Eliminado División | Deportivo Colón (Corrientes)        | 4         | 12        | -       | -       | 16    | 4     | 12    | 25,0% | Noreste            |
| 87  | Eliminado División | Cilcista Olímpico (La Banda)        | 4         | 12        | -       | -       | 16    | 4     | 12    | 25,0% | Noroeste           |
| 88  | Eliminado División | Jujuy Básquet                       | 4         | 12        | -       | -       | 16    | 4     | 12    | 25,0% | Noroeste           |
| 89  | Eliminado División | Atlético Unión (La Rioja)           | 4         | 14        | -       | -       | 18    | 4     | 14    | 22,2% | Cuyo               |
| 90  | Eliminado División | All Boys (CABA)                     | 4         | 14        | -       | -       | 18    | 4     | 14    | 22,2% | Buenos Aires       |
| 91  | Eliminado División | Sportivo AC Las Parejas             | 4         | 14        | -       | -       | 18    | 4     | 14    | 22,2% | Córdoba/Santa Fe   |
| 92  | Eliminado División | Obras Basket                        | 4         | 14        | -       | -       | 18    | 4     | 14    | 22,2% | Buenos Aires       |
| 93  | Eliminado División | Huracán (San Justo)                 | 4         | 14        | -       | -       | 18    | 4     | 14    | 22,2% | Buenos Aires       |
| 94  | Eliminado División | Centenario (Neuquén)                | 5         | 19        | -       | -       | 24    | 5     | 19    | 20,8% | Patagónica         |
| 95  | Eliminado División | Acción (Sáenz Peña)                 | 3         | 13        | -       | -       | 16    | 3     | 13    | 18,8% | Noreste            |
| 96  | Eliminado División | Independiente (Tucumán)             | 3         | 13        | -       | -       | 16    | 3     | 13    | 18,8% | Noroeste           |
| 97  | Eliminado División | Náutico Avellaneda (Rosario)        | 3         | 13        | -       | -       | 16    | 3     | 13    | 18,8% | Región 1           |
| 98  | Eliminado División | Zorros Básquetbal                   | 2         | 22        | -       | -       | 24    | 2     | 22    | 8,3%  | Patagónica         |
| 99  | Eliminado División | Capuchinos                          | 2         | 24        | -       | -       | 26    | 2     | 24    | 7,7%  | Entre Ríos         |
| 100 | Eliminado División | Juventud Unida (Alpachiri)          | 1         | 14        | -       | -       | 15    | 1     | 14    | 6,7%  | Patagónica         |
| 101 | Eliminado División | Banco Rioja (La Rioja)              | 1         | 17        | -       | -       | 18    | 1     | 17    | 5,6%  | Cuyo               |
| 102 | Eliminado División | Caza y Pesca                        | 0         | 15        | -       | -       | 15    | 0     | 15    | 0,0%  | Buenos Aires       |
| -   | TOTAL              | TOTAL                               | 929       | 929       | 136     | 136     | 2130  | 1065  | 1065  | 50%   | -                  |